# Delta fluviale

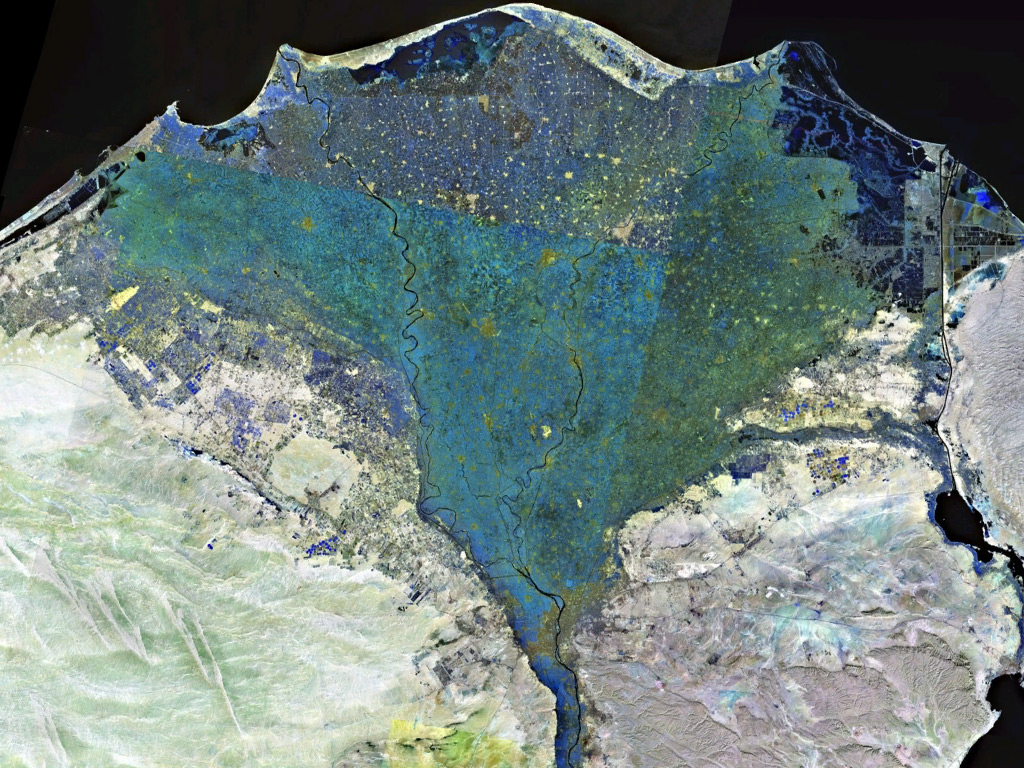
Il delta del Nilo visto dal satellite (falsi colori). Erodoto fu il primo geografo a chiamare quest'area triangolare delta, termine che acquistò popolarità; nel XIX secolo Charles Lyell applicò questo termine per indicare i terreni, costituiti da depositi alluvionali, creati dai fiumi alle loro foci, svincolando quindi il termine geografico dalla forma triangolare

Un delta fluviale, o semplicemente delta, è un accumulo di sedimenti, o corpo sedimentario, che si forma in un'area di foce dove un corso d'acqua convoglia sedimenti terrigeni in un bacino con una massa d'acqua relativamente stazionaria. In base al tipo di bacino (mare o lago), si può avere quindi un delta marino o un delta lacustre. Si contrappone alla foce ad estuario.

## Descrizione

### Geometria e organizzazione interna

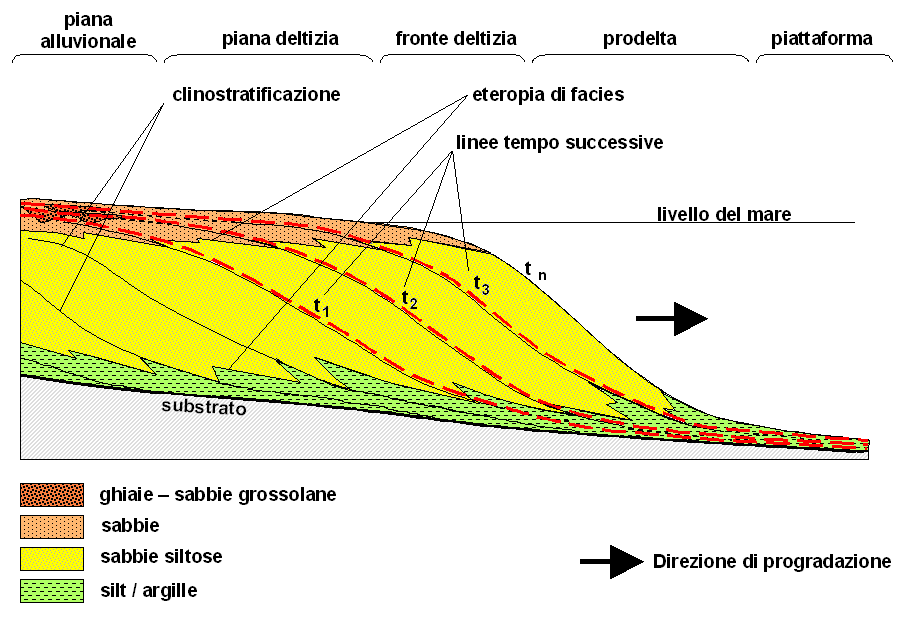
Sezione longitudinale idealizzata di un delta in direzione parallela alla corrente. Sono visibili una serie di strati inclinati verso mare (o comunque verso bacino) deposti in tempi successivi (t_{1} → t_{n}) per opera delle correnti fluviali. In ciascuno strato, deposto in un determinato istante, la granulometria (ovvero la dimensione delle particelle di sedimento) tende a diminuire da terra verso mare: abbiamo sabbie e ghiaie nella piana e nella fronte deltizia e silt e argille passando al prodelta. La transizione laterale tra sedimenti diversi deposti nello stesso tempo geologico si definisce eteropia di facies.

L'immagine riportata è una sezione geologica ideale in senso longitudinale (parallelo alla direzione prevalente delle correnti fluviali) di un edificio deltizio.
Un apparato deltizio si suddivide generalmente in tre parti, caratterizzate da geometrie, processi e depositi peculiari:
- La parte emersa del delta si definisce piana deltizia, spesso in continuità con una pianura alluvionale, ed è caratterizzata da fenomeni e morfologie simili a quelli alluvionali e dai sedimenti più grossolani.
- La fronte deltizia si trova in condizioni sia subaeree che subacquee, a seconda delle fluttuazioni del livello del mare. È caratterizzata dalla presenza di barre di foce (accumuli di sedimenti deposti dalla corrente fluviale entrante per perdita di carico dovuta alla brusca diminuzione di velocità). Le strutture sedimentarie più comuni sono stratificazione e laminazione obliqua e incrociata a piccola e media scala (cross bedding e ripples da onda e da corrente).
- Il prodelta è la parte interamente subacquea dell'edificio deltizio, e ne costituisce la parte prevalente in volume. È caratterizzato da sedimenti sempre più fini (sabbie fini, silt, argille) allontanandosi progressivamente dalla foce. Le strutture sedimentarie più frequenti sono laminazioni (sempre meno frequenti verso il bacino) e bioturbazioni (strutture prodotte dall'attività di organismi viventi, come vermi, molluschi etc.).

La fronte deltizia e il prodelta sono caratterizzati da clinostratificazione (stratificazione inclinata) a grande scala. L'angolo di giacitura degli strati (esagerato verticalmente nell'immagine sopra) dipende dal tipo di sedimenti. È maggiore per i sedimenti grossolani (ghiaie, sabbie) e minore per i sedimenti fini (silt, argille). La sovrapposizione e la deposizione verso l'interno del bacino in tempi successivi (nell'esempio sopra t1 → tn) di strati e corpi sedimentari dà origine a un assetto geometrico di tipo progradazionale. L'immagine riportata fornisce un esempio di progradazione sigmoidale (dalla forma degli strati in sezione, simile alla lettera sigma dell'alfabeto greco).

### Formazione di un delta

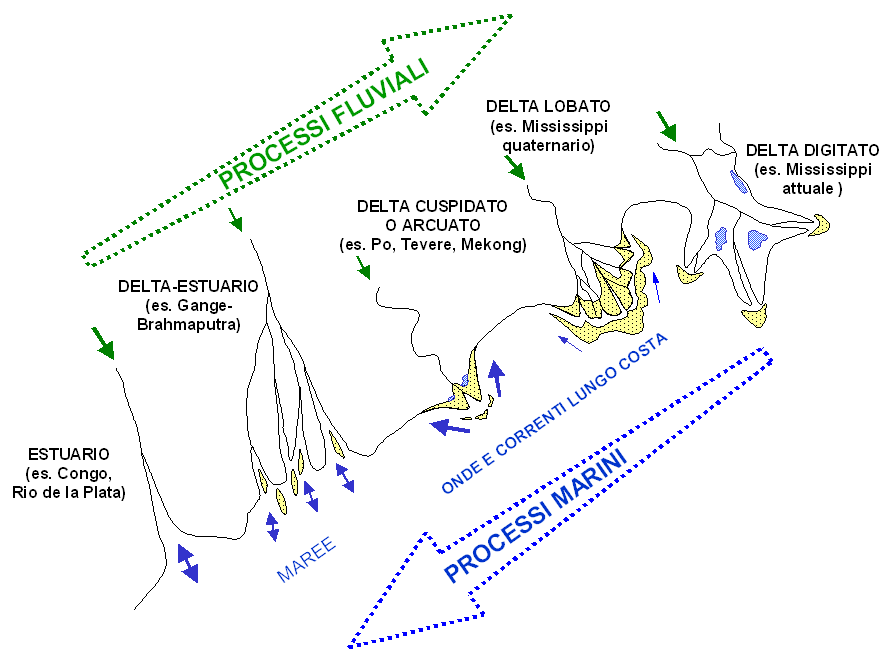
Tipologia degli apparati deltizi e relativi depositi di fronte deltizia. Con il prevalere delle correnti fluviali tendono a formarsi delta digitati e lobati; aumentando di importanza i processi marini (moto ondoso e correnti costiere) si formano apparati deltizi di forma cuspidata e arcuata; con la presenza di ampie escursioni di marea si formano delta-estuari ed estuari.

Un delta marino si forma per la combinazione di processi sedimentari fluviali (correnti fluviali) e marini (moto ondoso, correnti costiere e maree), in condizioni ambientali sia subaeree (emerse) che subacquee. Il termine "delta" deriva dalla forma triangolare che molti corpi sedimentari di questo tipo mostrano in pianta (a somiglianza della quarta lettera dell'alfabeto greco).
In realtà, la morfologia e le dimensioni di un edificio deltizio dipendono da molteplici fattori:
- quantità di sedimento apportato dal fiume (portata solida);
- granulometria del sedimento: principalmente il rapporto tra materiali fini, (argilla e silt, trasportati prevalentemente in sospensione dalle acque fluviali) e grossolani (sabbie e ghiaie, trasportate a contatto con il fondo);
- velocità della corrente;
- tipo ed energia dei processi costieri (onde, maree, correnti);
- morfologia del bacino che riceve i sedimenti;
- tasso di subsidenza (abbassamento naturale del suolo).

I primi tre fattori dipendono strettamente dal clima, dalla fisiografia del territorio (soprattutto dall'entità del rilievo) e dalla litologia. Gli ultimi tre dipendono dall'interazione tra il bacino di drenaggio e di erosione del fiume e il bacino che ne riceve le acque e i sedimenti trasportati.
In particolare, la tipica forma a "delta" si realizza nel caso in cui i processi fluviali tendono a prevalere su quelli marini (delta "costruttivo") e l'edificio deltizio tende ad avanzare (progradare) entro il bacino.
Viceversa, la prevalenza dei processi marini tende a determinare lo smantellamento dell'edificio deltizio più rapidamente di quanto si formi, redistribuendo i sedimenti lungo la costa. In questo caso si forma un estuario, in cui il canale fluviale sfocia direttamente in mare.
L'immagine accanto offre una panoramica delle forme assunte dagli apparati deltizi in funzione della prevalenza dei processi marini (maree, onde, correnti costiere) o dei processi fluviali (correnti fluviali). 
La classificazione più utilizzata per definire gli apparati deltizi è basata sull'effetto combinato di tre fattori: 
- volume di sedimento trasportato dal corso d'acqua
- energia delle maree
- energia del moto ondoso.

Quello del Mississippi rappresenta il caso tipico di delta la cui costruzione è dominata dal volume di sedimenti, quello del São Francisco (Brasile) è rappresentativo di delta dominato dal moto ondoso e quello del Gange-Brahmaputra di delta modellato dall'azione delle maree.

### Ambiente sedimentario

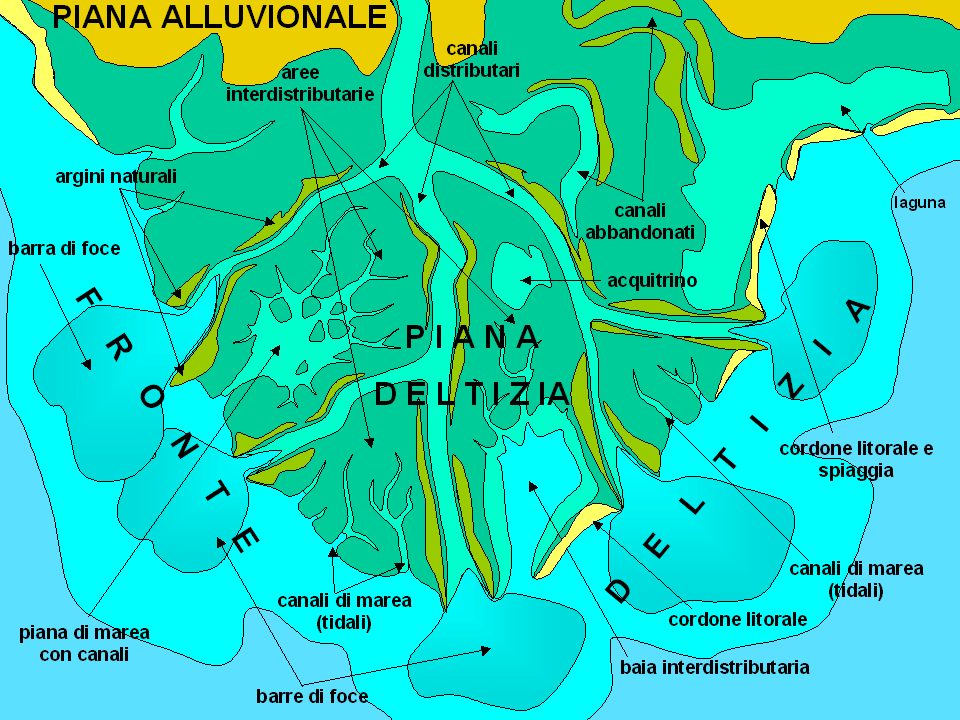
Mappa idealizzata di un delta con i principali ambienti sedimentari. Spiegazione nel testo

Il delta fluviale costituisce un ambiente sedimentario assai complesso e articolato in vari subambienti:
- Subaereo
  - piana deltizia
    - canali distributori (canali più o meno ramificati, caratterizzati da elevata energia del mezzo e sedimenti grossolani sabbiosi)
      - canale
      - argine naturale (aree strette e allungate, rilevate topograficamente, che bordano i canali, determinate dalla rapida deposizione di sedimenti per perdita di velocità della corrente ai margini del flusso principale sull'asse del canale)

  - fronte deltizia
    - area interdistributrice (aree situate tra i canali distributori e caratterizzate da bassa energia del mezzo e sedimenti fini argilloso-siltosi)
      - lago o acquitrino interdistributario
      - depositi di rotta (depositi di forma irregolare o a ventaglio da rottura locale di un argine naturale)
      - baia interdistributaria
      - piana di marea e canali di marea
- Subacqueo
  - prodelta
    - prossimale (alta energia)
      - barre di foce
      - spiagge e cordoni litorali (prodotti dalle correnti lungo costa)
      - barre e cordoni di marea (prodotti dalle correnti di marea)

    - distale (bassa energia)
      - barra distale
      - spiaggia esterna

### Regime di flusso

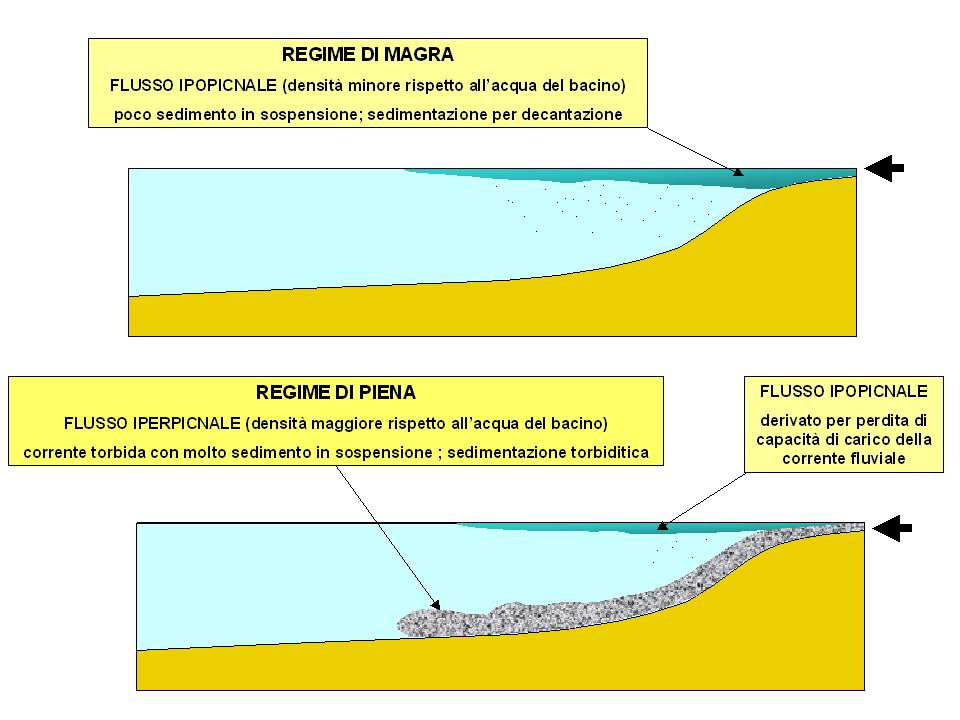
Regimi di flusso in un delta. Nel periodo di magra il carico in sospensione della corrente fluviale entrante dà origine a flussi ipopicnali (con densità minore rispetto alle acque del bacino), che depongono sedimento per decantazione. In regime di piena, il carico di fondo della corrente fluviale dà origine a flussi iperpicnali (più densi rispetto alle acque del bacino), con deposizione di sedimenti grossolani di tipo torbiditico.

Generalmente, l'entità della portata d'acqua e il tipo di carico di sedimento del corso d'acqua entrante risentono della stagionalità, con l'alternarsi di regimi di magra (nella stagione meno piovosa) e di piena (nella stagione piovosa). Questa stagionalità può avere un impatto notevole sulle modalità di sedimentazione.
- In regime di magra, il corso d'acqua è caratterizzato da scarsa portata d'acqua, minore velocità della corrente e scarso carico di sedimento, prevalentemente in sospensione. Come conseguenza, il flusso entrante in bacino tende ad avere minore densità rispetto alla massa d'acqua che lo accoglie, soprattutto se questa è salata (flusso ipopicnale), e a formare uno strato superficiale fino a una certa distanza dalla foce, perdendo gradatamente il carico di sedimenti in sospensione che si depositano per decantazione.
- In regime di piena, aumenta la portata d'acqua e la velocità della corrente e aumentano sia il carico in sospensione sia il carico di fondo (cioè il materiale trasportato a contatto con il fondale e quello negli strati d'acqua immediatamente sovrastanti) e il regime di flusso è molto più turbolento. La parte più densa della corrente fluviale con il carico di fondo (e in caso di piene di catastrofiche, di grande magnitudine, anche il carico sospeso) dà origine a flussi di tipo iperpicnale (con densità maggiore rispetto alle acque del bacino), che tendono a muoversi a contatto con il fondale. Sovente, la notevole densità delle correnti fluviali in regime di piena, per la presenza del carico di fondo, dà origine nel bacino prospiciente l'apparato deltizio a correnti di tipo torbiditico, che depongono sedimenti grossolani anche a notevole distanza dal delta propriamente detto.

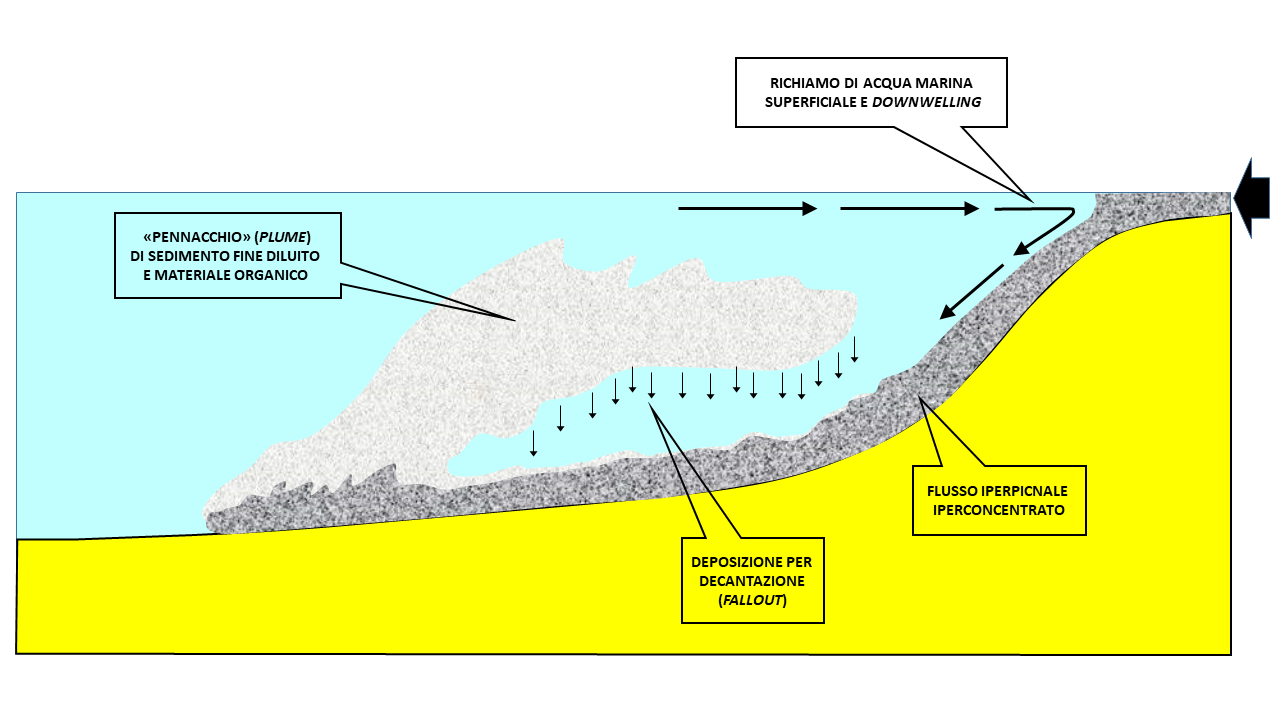
Rappresentazione schematica di un flusso iperpicnale iperconcentrato, conseguente a un episodio di piena catastrofico. Il flusso è così denso e turbolento che si incunea sotto l'acqua marina richiamandola verso la foce e inducendola a sprofondare (downwelling). In queste condizioni non si forma uno strato superficiale di acqua dolce e sedimento fine diluito. Il flusso in profondità gradualmente perde l'acqua dolce interstiziale e il materiale più fine e leggero che si segregano in un "pennacchio" (plume) da cui questo materiale si sedimenta per decantazione ('fallout').

Al di là della dinamica stagionale, vi sono fiumi che danno luogo a flussi prevalentemente ipopicnali, omopicnali o iperpicnali, a seconda del tipo e dell'estensione del bacino idrografico che hanno alle spalle, della presenza di rilievi più o meno accentuati, della maturità del territorio e dalla tipologia delle rocce e dei terreni attraversati (litologia). Queste caratteristiche dei flussi in entrata nel bacino ricevente hanno una notevole influenza sulla geometria interna e sulla tipologia di depositi dell'apparato deltizio:
- flussi ipopicnali (diluiti) danno luogo a una improvvisa decelerazione entrando in mare, perdendo la propria individualità, e quindi alla deposizione immediata dei sedimenti più grossolani nelle immediate adiacenze della foce (in forma di barre di foce). Solo i materiali più fini in sospensione (argilla e resti vegetali) possono rimanere in carico per un certo tempo e si depongono gradualmente nel prodelta.
- flussi omopicnali. Sono esclusivi di delta lacustri in cui il flusso in entrata è privo di sedimento in sospensione e non ha differenze significative di densità rispetto alla massa d'acqua del bacino ricevente. In questo caso tutte le frazioni granulometriche del sedimento trasportato collassano alla foce per la perdita di carico immediata dovuta all'espansione e al rallentamento della corrente. Se il fiume ha un carico di fondo[N 6] grossolano (sabbia e ghiaia) si forma una fronte deltizia ripida e un delta conoide lacustre ad alto gradiente topografico.
- flussi iperpicnali. In questo caso, il flusso in entrata è decisamente più denso dell'acqua del bacino, e per la maggior parte (ad eccezione di frazioni molto fini e detriti vegetali molto leggeri) si "incunea" sotto la massa d'acqua ricevente, mantenendo la propria individualità. Questi flussi possono viaggiare a contatto con il fondale per una distanza anche notevole (chilometri, fino a decine di chilometri), formando depositi di tipo torbiditico definiti iperpicniti. Nel caso di flussi particolarmente densi e turbolenti (flussi iperconcentrati), si ha una sospensione di sedimento con acqua dolce interstiziale (praticamente una emulsione). In questi casi, tutto il flusso in entrata diviene iperpicnale e non si forma nemmeno uno strato superficiale ipopicnale, ma anche il materiale più leggero (acqua dolce, argilla, materiale vegetale) viene convogliato in profondità. In ambiente marino, perché la corrente in entrata possa raggiungere una densità maggiore dell'acqua di mare (assai più salata) è necessaria una concentrazione di sedimento in sospensione di almeno 35–45 kg/m3. Questo vuol dire che (a parità di velocità e portata) in acqua dolce (ambiente lacustre), i flussi iperpicnali sarebbero molto più comuni, in quanto è sufficiente 1 kg/m3 di sedimento in sospensione perché un flusso diventi iperpicnale[11].

I flussi iperpicnali danno luogo a depositi (iperpicniti) caratterizzati nella parte basale da gradazione inversa (aumento della granulometria verso l'alto, prodotta dalla testa avanzante del flusso, seguita da gradazione diretta (diminuzione della granulometria verso l'alto), prodotta dal flusso calante e dalla decantazione del materiale più fine in sospensione. Questi flussi hanno capacità erosiva e scavano canali anche di notevole lunghezza (fino a un centinaio di chilometri) nei sedimenti della piattaforma continentale, alla fine dei quali si formano depositi a lobo anche di notevole estensione (chilometri e decine di chilometri quadrati) con morfologia poco rilevata se il bacino ricevente ha morfologia regolare, mentre tendono a ricoprire e ad adattarsi alla morfologia preesistente riempiendo gli avvallamenti in presenza di morfologia accidentata.

### Comunità biologica
I delta fluviali costituiscono ecosistemi di notevole importanza, rifugio di numerose specie animali e vegetali. Si tratta di un ambiente molto complesso e articolato che permette la contiguità di biocenosi sia marine che continentali, spesso con sviluppo di adattamenti peculiari. Nei delta sono rappresentati diversi ambienti (potenziali geotopi):
- fluviale (canali distributori): alghe, batteri e funghi, presenti sia in sospensione nella colonna d’acqua sia entro e sul fondale[14]. Macroalghe e piante superiori di acqua dolce (o salmastra presso la foce) di ambiente acquatico; notevole sviluppo delle faune a invertebrati (tra cui importanti gli artropodi, con crostacei e insetti e le loro larve) e pesci[15][16]; faune ad anfibi, rettili e mammiferi di ambiente acquatico, fra cui cetacei adattati a questo ambiente[N 8].
- ripariale (sponde e argini naturali dei canali distributori): un ambiente altamente dinamico per le variazioni della portata fluviale, popolato da specie vegetali capaci di resistere a tali condizioni stressanti, con spiccata idrofilia. È un ambiente di notevole importanza dal punto di vista ecologico (ombreggiatura dell’alveo e regolazione della temperatura, apporto di materia organica fertilizzante in forma di legno morto e foglie), e ambientale (stabilizzazione dell’alveo e delle sponde e protezione dall’erosione)[17].
- palustre (rappresentato da acquitrini e torbiere nelle aree interdistributarie e da lanche formate da canali distributori abbandonati, spesso caratterizzati da acqua salmastra per l'influenza della marea): si tratta di ambienti riparati sia dagli elementi che dai predatori marini e terrestri, ricchi in termini di biodiversità, con produttori primari (fitoplancton, alghe e piante superiori; mangrovie nei climi tropicali). Sono quindi ben rappresentati anche i consumatori primari (zooplancton) e secondari, con ricche faune ittiche, anfibi e rettili (come le tartarughe palustri[18]); notevole anche lo sviluppo dell'avifauna.
- lagunare (baie protette da cordoni litorali): grande sviluppo del plancton e dei consumatori che se ne nutrono (molluschi, crostacei, larve di insetti e forme giovanili di pesci). Si ha lo sviluppo di faune adattate a condizioni salmastre e schizoaline (con ampie fluttuazioni della salinità). Ricca la fauna ittica, con forme che possono essere residenti (adattate a questo ambiente, spesso endemiche), catadrome (che si spostano in mare aperto per la riproduzione, come le anguille, e vivono prevalentemente in acque salmastre e interne), o anadrome (che viceversa vivono prevalentemente in mare aperto e si spostano in acque salmastre e interne per la riproduzione, come ad esempio gli storioni)[16]. Qui hanno il massimo sviluppo le specie euriecie, capaci di adattarsi a condizioni ambientali molto variabili[19].

- litorale (spiaggia e spiaggia sommersa): sviluppo di piante ad alto fusto e arbustive (ad esempio, alle nostre latitudini, conifere come il pino marittimo, il mirto o il lentisco) nelle zone di retrospiaggia protette dalla salsedine; presenza nelle immediate vicinanze del mare di vegetazione pioniera (piante alofile e psammofile), adattata a un substrato altamente instabile modellato dal vento[20]; faune a molluschi e crostacei adattate a condizioni di alta energia e a substrati sabbiosi mobili modellati dalle onde[21].

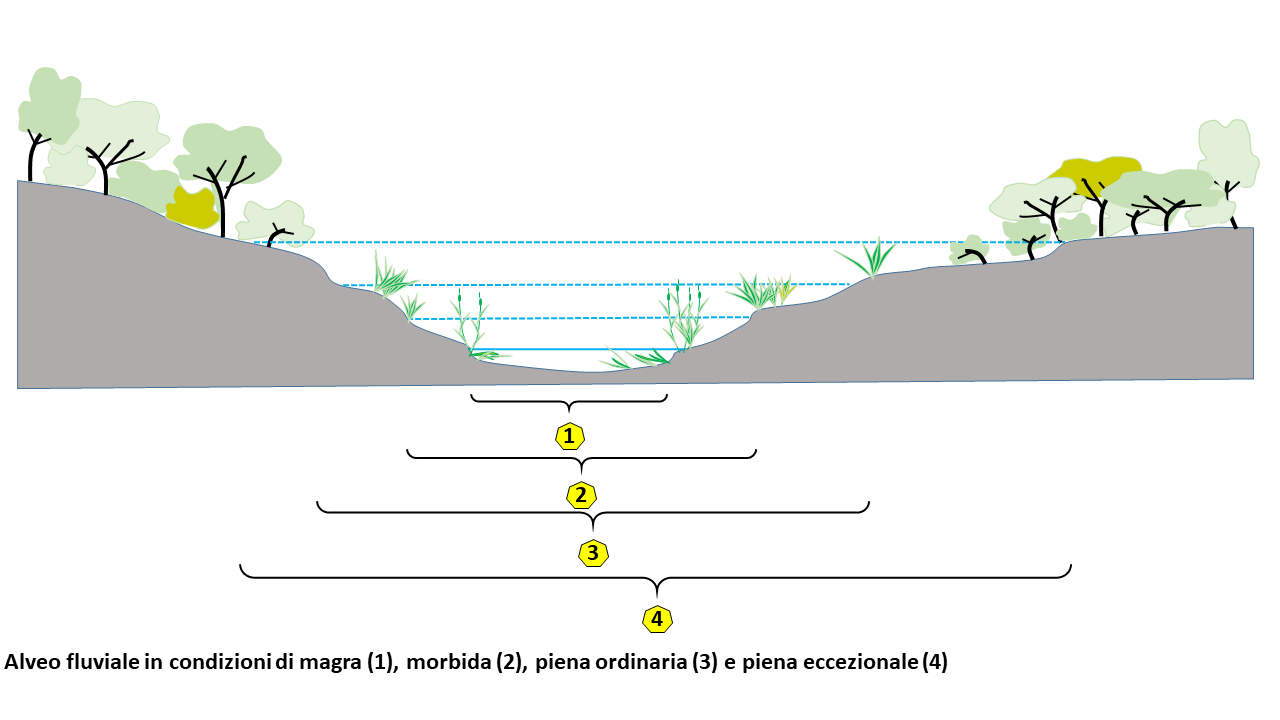
Schema di un alveo fluviale con microzonazione interna alla zona ripariale e tipologia di vegetazione. Entro l'alveo di magra (sempre sommerso) abbiamo piante acquatiche; entro gli alvei di morbida (regime normale) e di piena ordinaria piante a elevata idrofilia (canneto), arbusti a elevata flessibilità del fusto (ad esempio salice), mentre nell'alveo di piena eccezionale e sugli argini naturali possono dimorare piante ad alto fusto (bosco igrofilo).
Influenza delle variazioni di marea sul margine di una palude salmastra o di una baia interdistributaria.
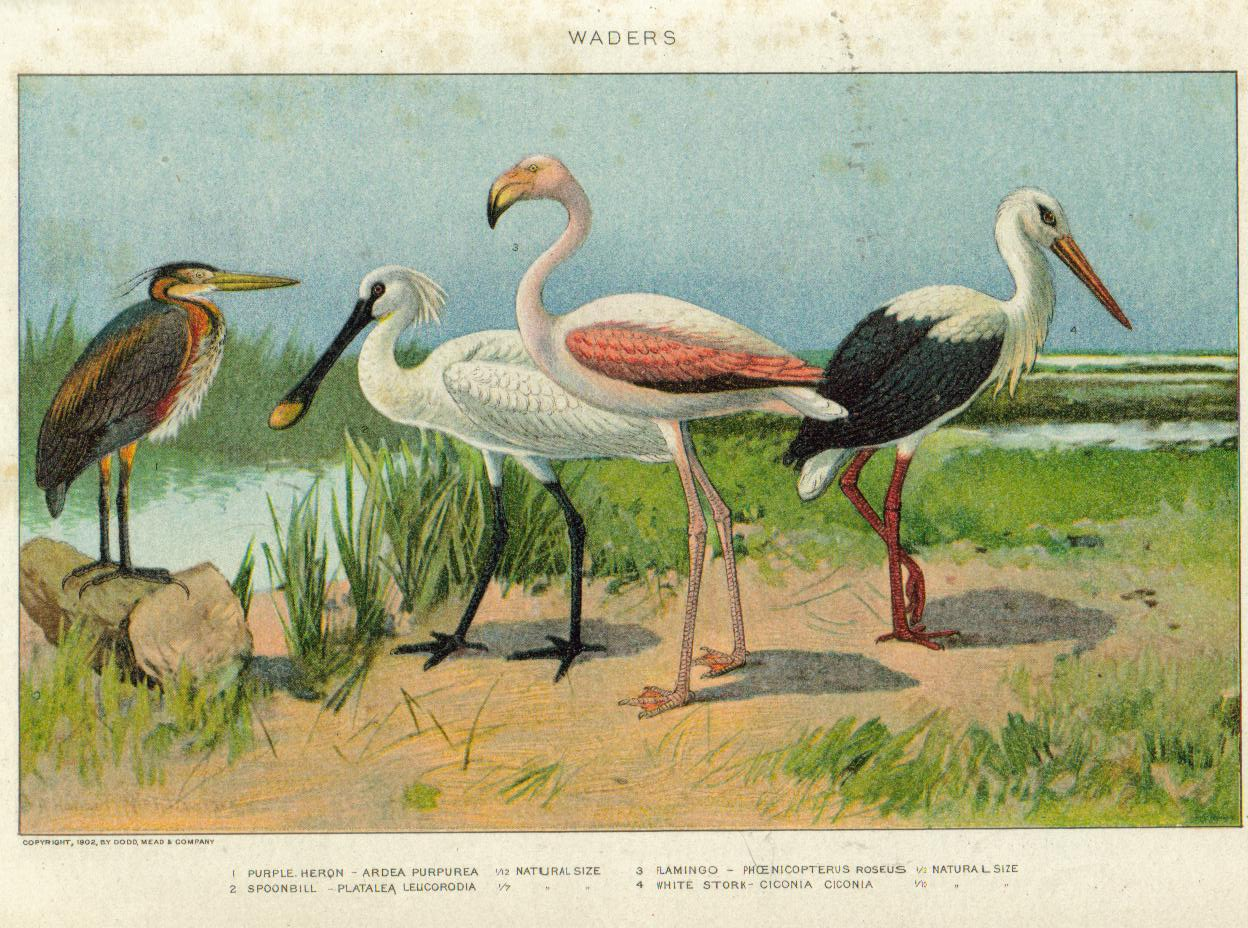
Un disegno del 1902 rappresentante quattro specie di uccelli tipiche delle zone umide e ricorrenti in ambiente di delta (da sinistra verso destra): un Airone rosso, una Spatola bianca, un Fenicottero rosa e una Cicogna bianca.

## Tipi di apparato deltizio

Classificazione dei delta in funzione dei processi dominanti nell'ambiente deposizionale, applicata a delta attuali.

Di seguito sono riportate, in sintesi, le descrizioni dei principali tipi di apparato deltizio e le relative condizioni di sedimentazione. La classificazione riportata è sostanzialmente quella di Galloway (1975) nella quale gli apparati deltizi vengono classificati in funzione dell'influenza delle correnti fluviali, del moto ondoso e delle maree.
Questa tipologia non esaurisce tutto lo spettro di variabilità degli apparati deltizi naturali: esistono infatti tipi misti determinati da gradazioni tra i termini puri di questa classificazione, anche a seconda dell'importanza che viene data a determinati processi da diversi autori e ai parametri di classificazione utilizzati. Ad esempio il delta del Po è in realtà al limite tra un apparato deltizio di tipo lobato (per il profilo complesso e l'elevato numero di canali distributori) e il tipo cuspidato (per la rilevanza dei processi costieri, soprattutto le correnti lungo costa, che redistribuiscono il sedimento e danno luogo al particolare tipo di progradazione descritto di seguito per questo tipo di delta).

### Delta digitato
La piana deltizia forma una linea di costa molto articolata, con lingue di terra emersa di forma allungata ("digitazioni") che si protendono in mare, a somiglianza delle dita di una zampa d'uccello (vedere l'esempio del delta del Mississippi nell'atlante fotografico). Queste digitazioni sono prodotte dalla rapida deposizione ai lati del flusso del canale distributore di sedimenti che si elevano in forma di argini naturali, favorendo quindi il confinamento del canale stesso che mantiene la propria individualità e avanza verso mare. I depositi di fronte deltizia sono barre derivate dalla deposizione del carico di fondo più grossolano alla bocca dei canali distributori, per l'improvvisa diminuzione di velocità della corrente.
Si tratta tipicamente (come nel caso citato dell'apparato attuale del Mississippi) di un delta di mare basso, con processi marini (correnti costiere, onde e maree) molto deboli e con un basso gradiente topografico della piattaforma continentale, cui si contrappongono correnti fluviale di notevole portata e con abbondante carico sospeso. Condizioni del genere si realizzano in regioni marine protette rispetto al mare aperto come golfi (ad esempio il Golfo del Messico) e bracci di mare, in cui sfociano fiumi che drenano grandi bacini idrografici. In tali condizioni, il delta tende a progradare rapidamente verso mare; i canali distributori avanzano erodendo le barre precedentemente deposte alla foce fino a che non sono abbandonati in favore di nuovi distributori che si aprono entro le baie.

### Delta lobato

Diagramma animato dell'evoluzione del delta del Mississippi nel Quaternario, fino all'attuale, da apparato di tipo lobato a digitato.

In questo caso non si hanno vere e proprie digitazioni ma lobi più o meno arrotondati. Un apparato di questo tipo si sviluppa in condizioni simili al precedente, ma con un'azione più accentuata da parte di onde e correnti costiere, che riescono a ridistribuire il sedimento entrante in una fascia di sedimenti più continua formata dalla giustapposizione di più barre. Il reticolo di canali distributori è più fitto e più instabile rispetto al delta digitato, con frequenti occlusioni e divagazioni. La presenza di correnti lungo costa permette la formazione di cordoni e “frecce” litorali.

### Delta cuspidato e arcuato
Caratterizzato dalla presenza di un solo o pochi canali distributori e da un decorso più regolare della linea di costa. Il tipo a cuspide corrisponde a un indice di efficienza dei processi fluviali maggiore rispetto a quello ad arco, ma i due tipi hanno dinamiche sostanzialmente simili. In questo caso, il gradiente topografico della parte sommersa di costa è più elevato e i processi marini (onde e correnti longshore) sono più attivi che nei tipi precedenti: la loro azione ripulisce i sedimenti entranti dalla frazione fine (portandoli al largo) e redistribuisce i sedimenti sabbiosi accumulandoli in cordoni paralleli alla linea di costa ai lati dei canali distributori. Il delta tende ad avanzare nei periodi di piena formando barre che vengono in gran parte demolite dall'attività di onde e correnti nei periodi di magra. Nel delta cuspidato (come ad esempio il delta del Po) le barre di foce sono intaccate solo in parte e rimane una zona di “retrobarra” in cui decantano sedimenti fini, che poi con l'avanzare del delta diviene sede di stagni e acquitrini (come le Valli di Comacchio). Il prevalere delle correnti costiere sul moto ondoso può dare luogo allo sviluppo di cordoni litorali paralleli alla linea di costa (è sempre il caso del Po). Il prevalere del moto ondoso dà luogo generalmente a corpi deposizionali a ventaglio, con barre concentriche.

### Delta-estuario
Si forma quando un fiume sbocca in un bacino a regime macrotidale (con escursione di marea superiore ai 2 m). In questo caso l'azione di flusso e riflusso delle maree dà luogo a correnti che hanno un'energia di trasporto maggiore rispetto alle correnti fluviali entranti. I canali distributori (di forma svasata a imbuto) funzionano anche come canali di marea e sono percorsi due volte al giorno dalle correnti di flusso e riflusso, che rielaborano continuamente il sedimento.
I sedimenti sabbiosi sulle direttrici dei canali sono caratterizzati da una tipica laminazione a “lisca di pesce” (herringbone), con lamine immergenti alternativamente verso terra e verso mare per il flusso e riflusso mareale (prevale comunque tipicamente l'inclinazione verso terra). Questi processi portano frequentemente all'intasamento dei canali, con occlusioni e divagazioni che portano alla formazione di un reticolo idrografico piuttosto complesso a monte delle bocche di estuario.
Le aree interdistributrici hanno carattere di piana di marea, con la tipica tripartizione tra le zone subtidale (sotto il livello di bassa marea), intertidale (tra i livelli di bassa e alta marea) e supratidale (al di sopra del livello di alta marea), e vi si possono sviluppare veri e propri canali di marea e stagni salati.
Non vi sono vere e proprie barre di foce, ma cordoni di marea allungati in senso perpendicolare alla costa per l'azione delle correnti di marea, che non migrano lateralmente, mantenendo una forma lineare. Tipicamente, non vi è trasporto significativo lungo la linea di costa, essendo prevalente l'azione delle maree.
Quando le condizioni di attività delle maree si fanno decisamente prevalenti, non si forma alcun apparato deltizio ma il fiume sfocia direttamente in mare con un estuario.

### Delta-conoide (Gilbert)

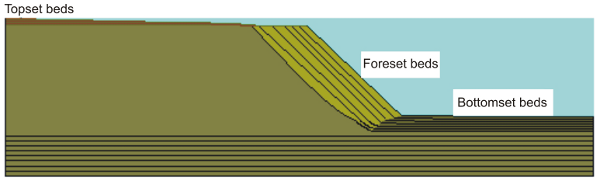
Tipologia di stratificazione presente in un delta tipo Gilbert.

Il delta tipo "Gilbert" (dal nome del geologo statunitense G.K. Gilbert che li studiò in dettaglio alla fine del XIX secolo), è stato studiato classicamente in contesti lacustri (tanto che per alcuni autori "Gilbert" è tuttora sinonimo di delta-conoide lacustre), anche se la letteratura scientifica offre numerosi esempi da contesti marini costieri. Si tratta di sistemi deltizi poco caratterizzati dal punto di vista topografico, con una morfologia a ventaglio simile esternamente a quella delle conoidi di tipo alluvionale. La geometria interna presenta però una netta tripartizione in tre elementi:
- topset, l'insieme di strati sub-orizzontali nella parte alta e più interna dell'edificio deltizio, caratterizzato dai sedimenti più grossolani;
- foreset, caratterizzato da una clinostratificazione (inclinazione marcata degli strati verso bacino);
- bottomset, caratterizzato dai sedimenti più fini al piede della fronte deltizia.

Questo tipo di delta si forma generalmente con sedimenti piuttosto grossolani e gradienti topografici costieri abbastanza ripidi, ed è caratteristico degli ambienti marini periglaciali, con corsi d'acqua a regime torrentizio con portata e carico di sedimento notevoli che sfociano direttamente in mare. Si riscontrano anche su coste tettonicamente attive, dove la presenza di faglie o pieghe sin-sedimentarie (il cui movimento è cioè contemporaneo alla sedimentazione) porta a locali e improvvisi aumenti del gradiente topografico e dell'erosione a monte degli edifici deltizi.

### Morfologia degli apparati deltizi - Atlante

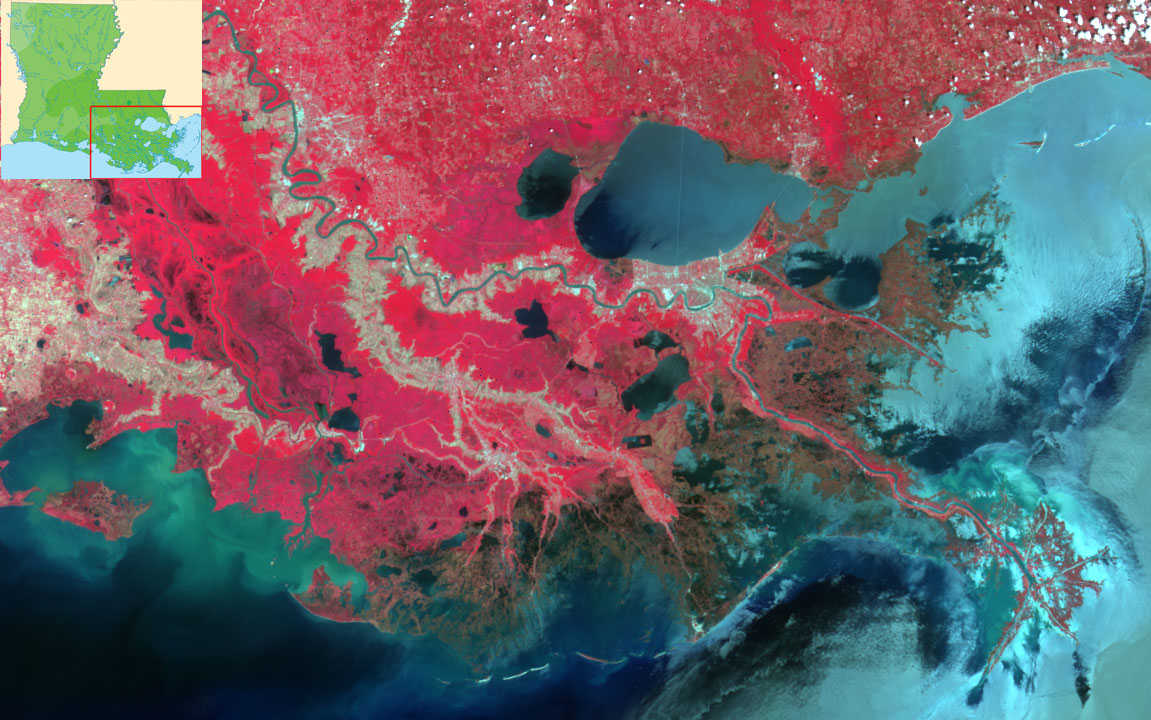
Immagine satellitare a larga scala del delta del Mississippi. Il vecchio apparato deltizio inattivo (verso terra) è un tipico esempio di delta lobato.
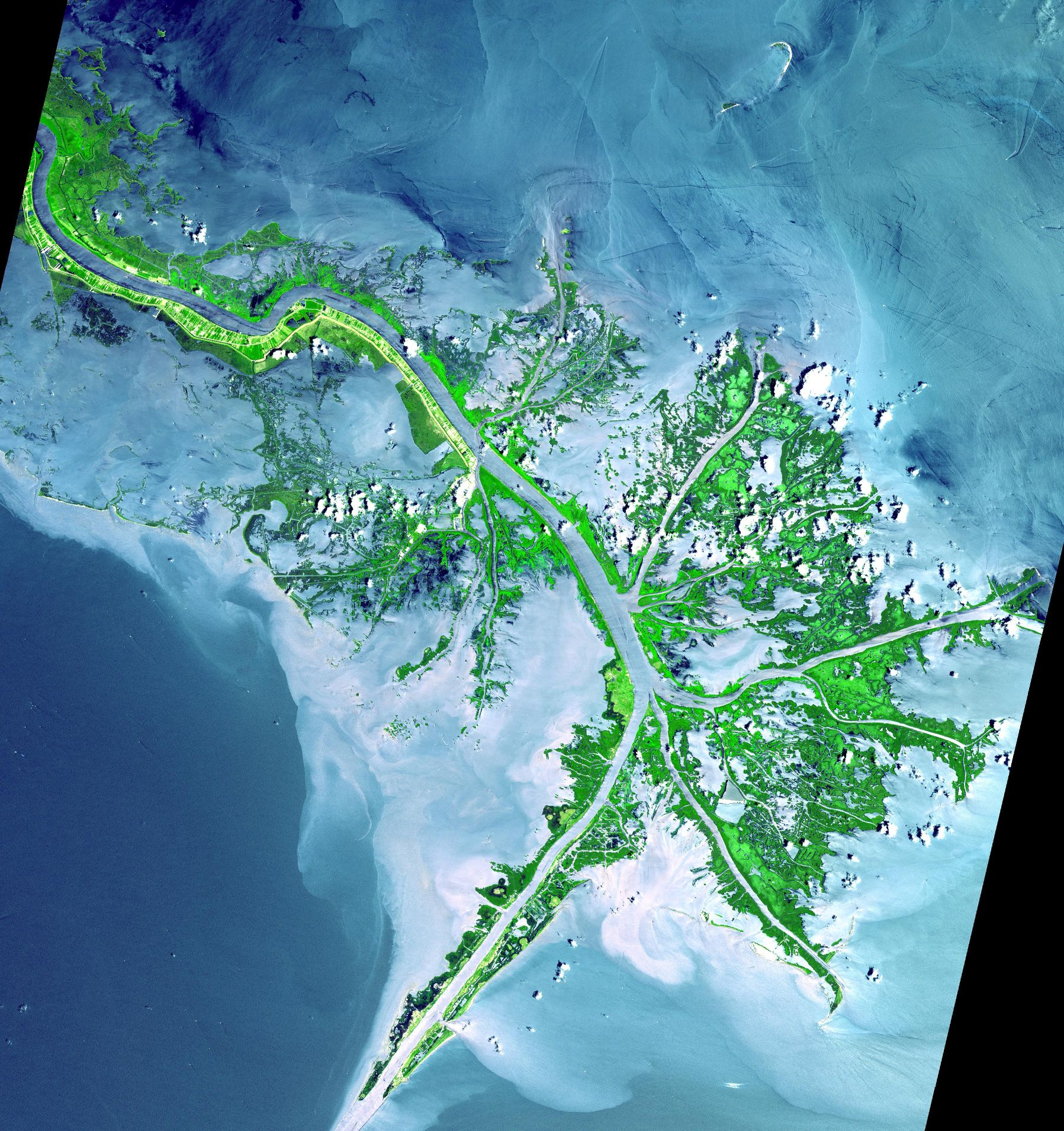
Dettaglio del delta del Mississippi mostrante il ramo attivo, tipico esempio di delta digitato in crescita in ambiente con scarsa energia marina
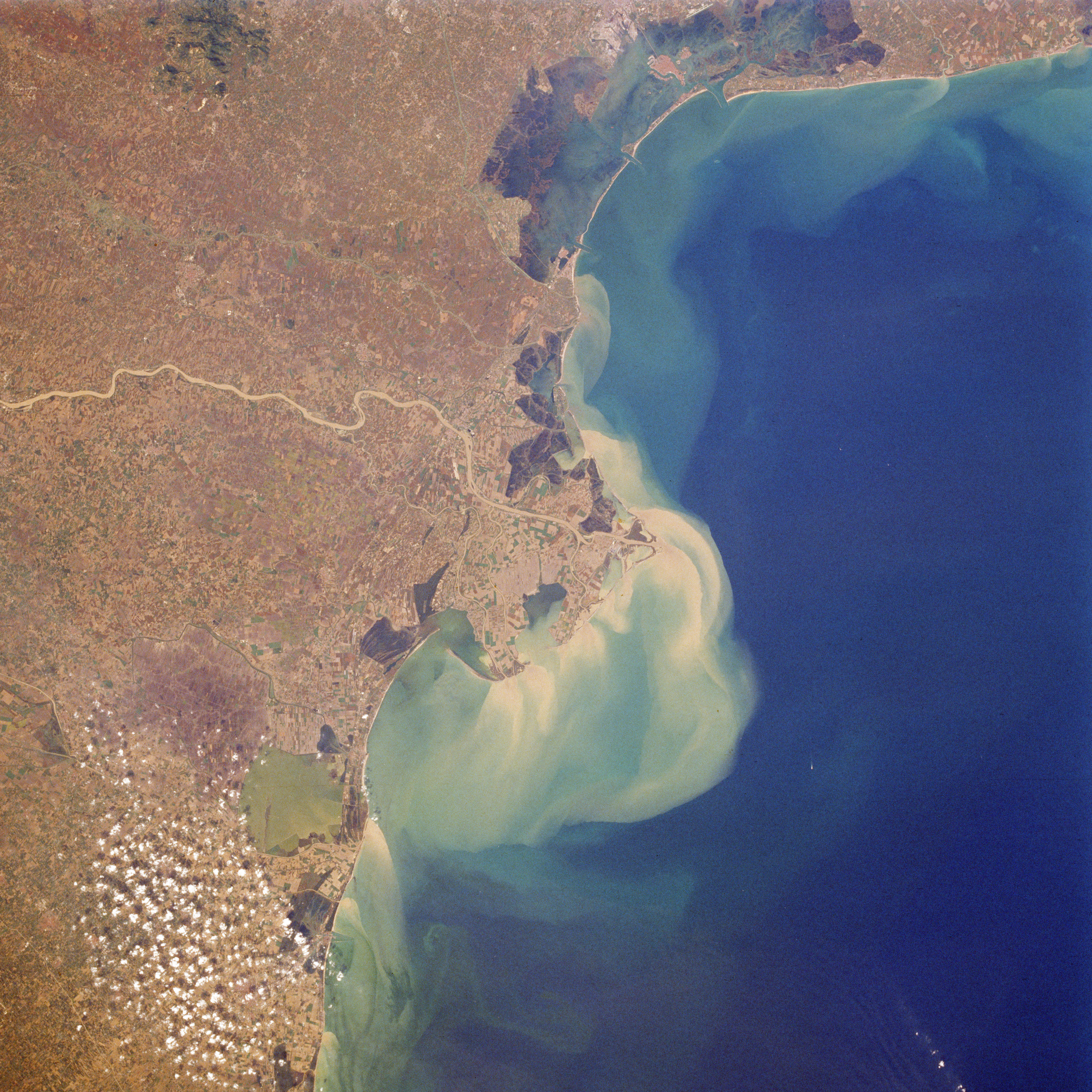
Delta del Po e laguna di Venezia. Esempio di delta cuspidato complesso. Si osservino le correnti marine costiere, che tendenzialmente trasportano i sedimenti in sospensione verso sud.
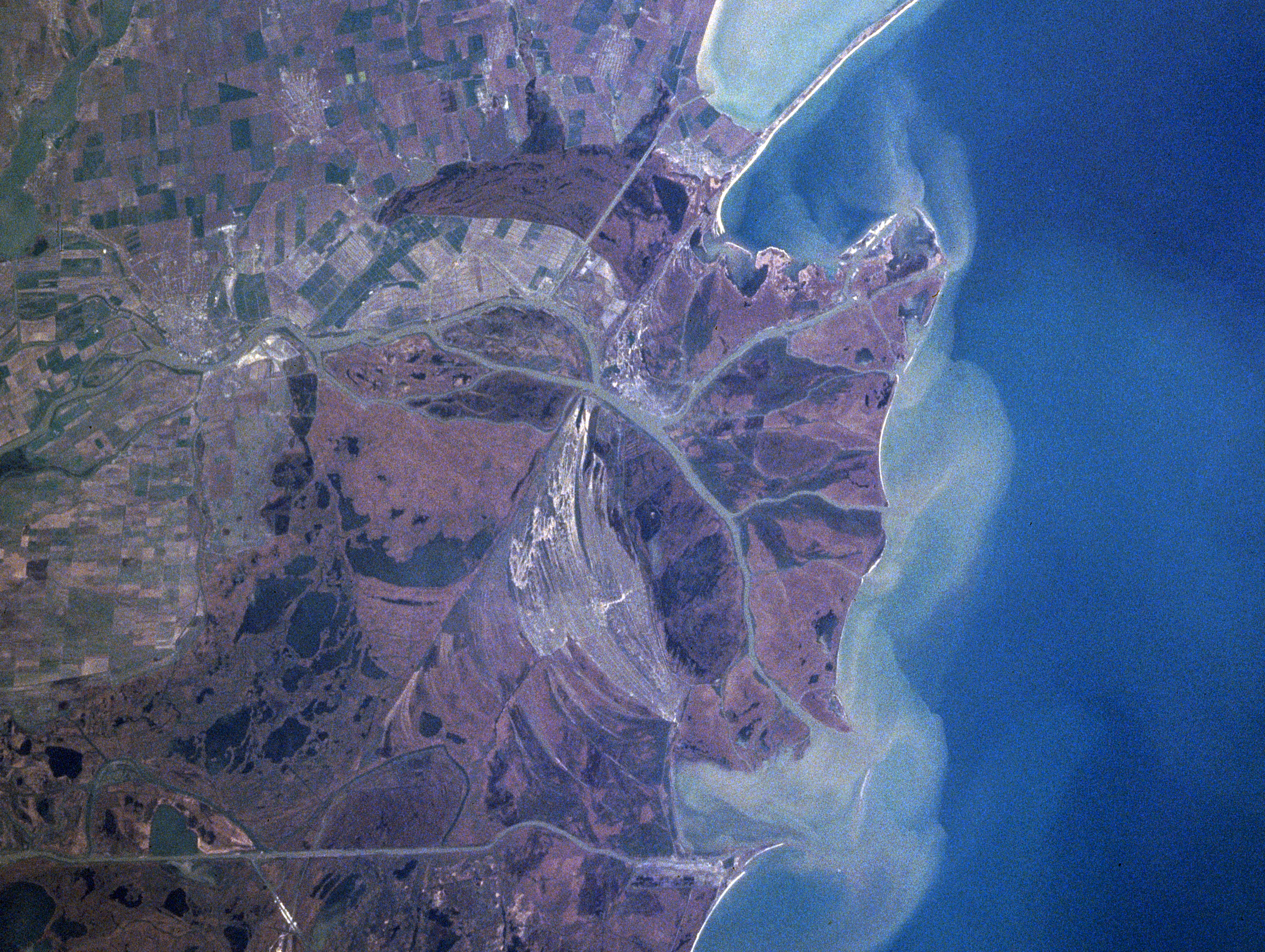
Delta del fiume Danubio, veduta di insieme. Esempio di delta arcuato.
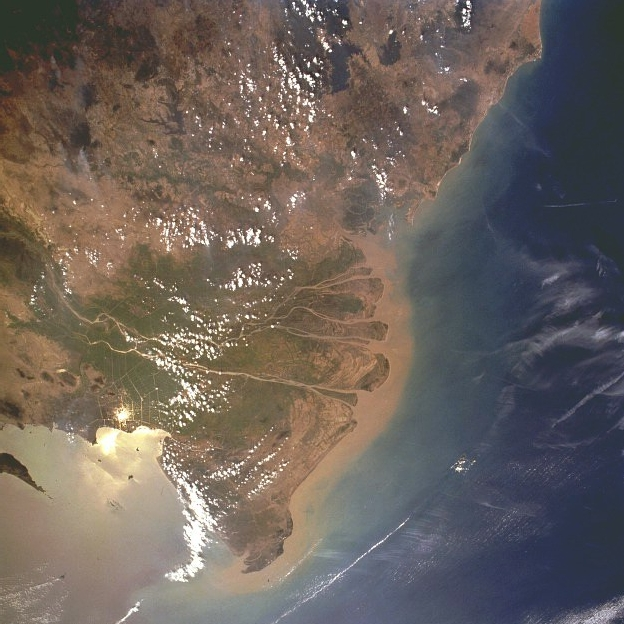
Vietnam, delta arcuato del fiume Mekong
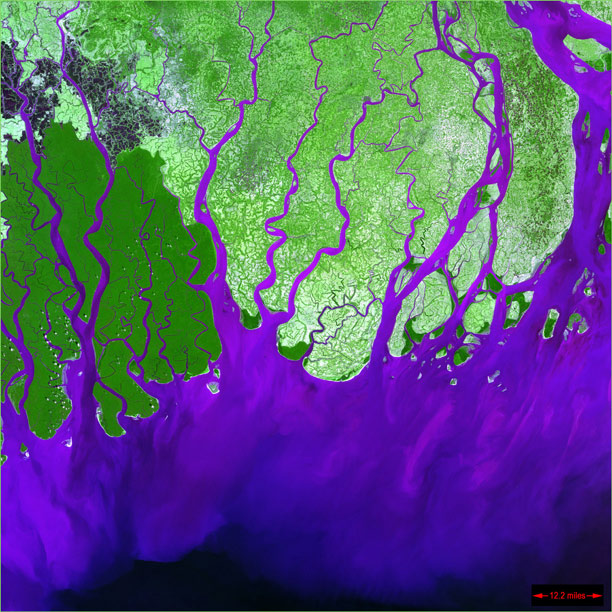
Dettaglio del delta del Gange. È osservabile il complesso intreccio di canali di marea, con elevata sinuosità. la morfologia in questo apparato è controllata in gran parte dalla forza delle maree.
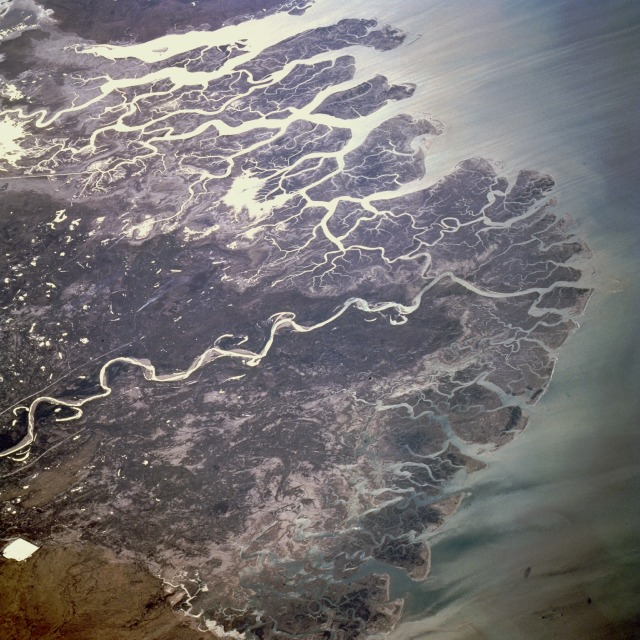
Pakistan, delta del fiume Indo, dominato da processi mareali. In questa e nelle immagini seguenti sono osservabili le caratteristiche distintive dei canali di marea: la ramificazione e il rapido assottigliamento verso l'interno del delta, e la mancanza di collegamento con i canali del sistema fluviale. Nei canali di marea la componente di moto prevalente è verso terra.
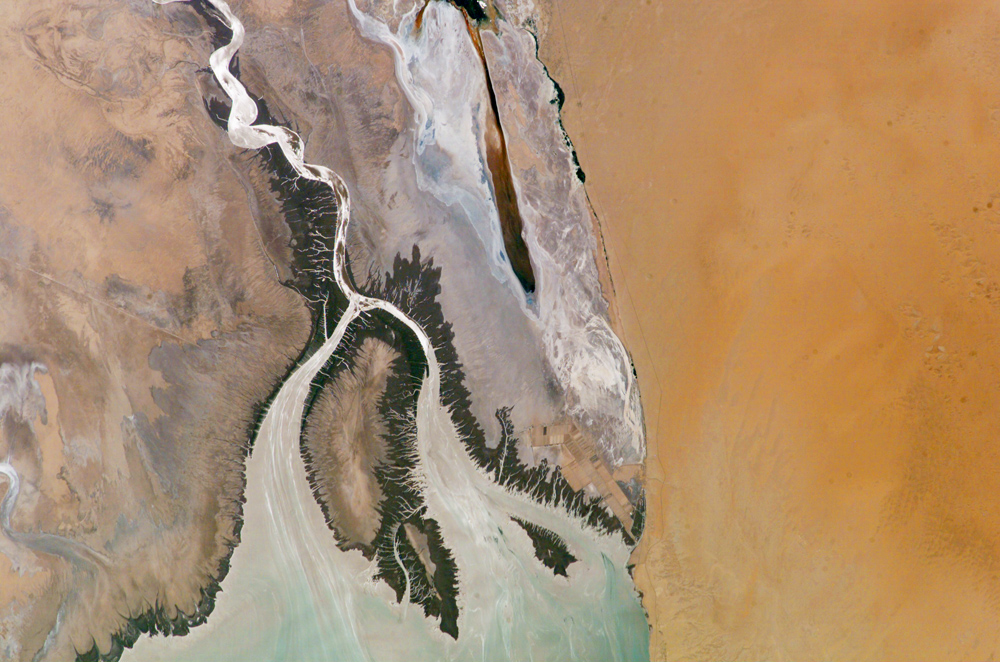
Esempio di delta-estuario: Colorado in ambiente arido L'immagine mostra la parte terminale del complesso deltizio.
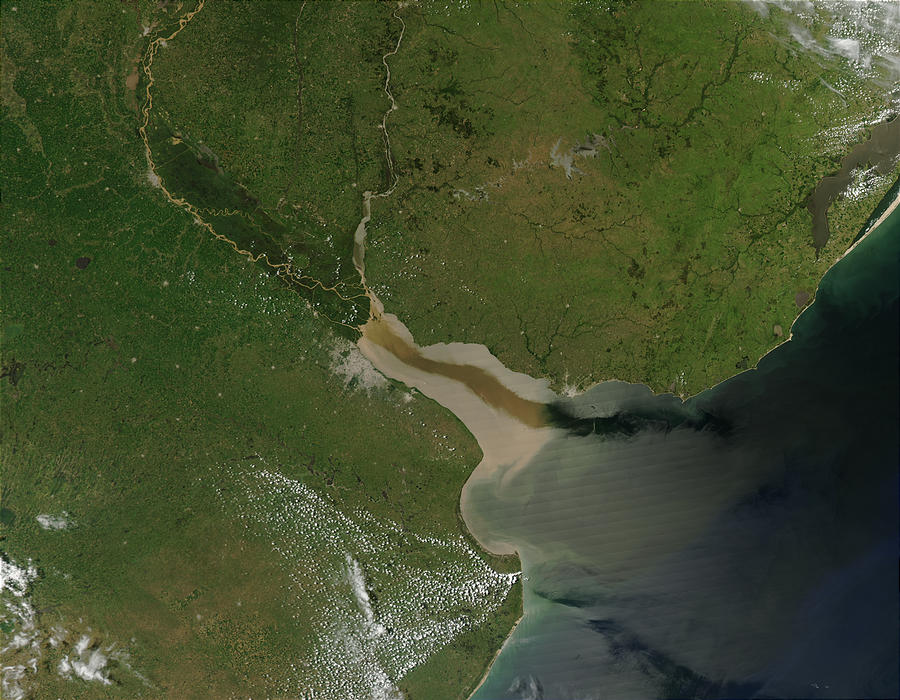
Río de la Plata, tipico esempio di estuario, dove l'energia predominante è quella diretta dell'oceano Atlantico.
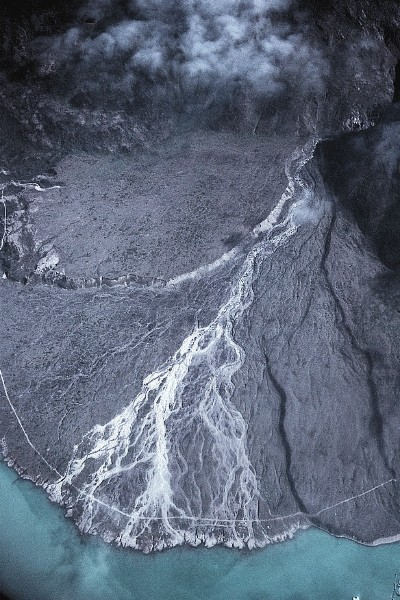
Groenlandia, Delta-conoide (Gilbert) formatosi sulla costa sud-occidentale, vicino a Narsarsuaq. Delta soggetto ad accrescimenti stagionali in concomitanza con lo scioglimento dei ghiacciai e conseguenti alluvioni. Per ragioni climatiche assenza di vegetazione che possa stabilizzare i sedimenti deposti in ambiente subaereo.

## Interesse economico
I delta forniscono primariamente vaste estensioni di terreno coltivabile ed edificabile. Gran parte delle popolazioni rivierasche in tutto il mondo vive in aree deltizie, come ad esempio il delta del Niger, il Bengala e il delta del Nilo. Queste aree tuttavia, per la natura intrinsecamente instabile dell'ambiente deltizio, sono spesso minacciate da inondazioni fluviali o marine e soggette a un forte rischio idrogeologico, conseguente ai fattori ambientali e antropici riportati nei capitoli precedenti.
Gli ambienti deltizi sono importanti anche nel campo della geologia mineraria relativamente alla ricerca delle risorge energetiche fossili. L'elevato tasso di sedimentazione terrigena, con possibilità di accumulo, seppellimento e quindi maturazione termica di grandi quantità di materia organica, rendono potenzialmente importanti i giacimenti deltizi per accumuli di carbone ed idrocarburi (petrolio e metano).
Non trascurabili, infine, le possibilità di valorizzazione turistico-ambientale delle zone umide in aree deltizie. In Italia, l'esempio più notevole di parco naturale in ambiente deltizio è il Parco del Delta del Po (suddiviso tra le regioni Veneto ed Emilia-Romagna), che raggiunge una superficie di 52000 ettari.

### Carbone

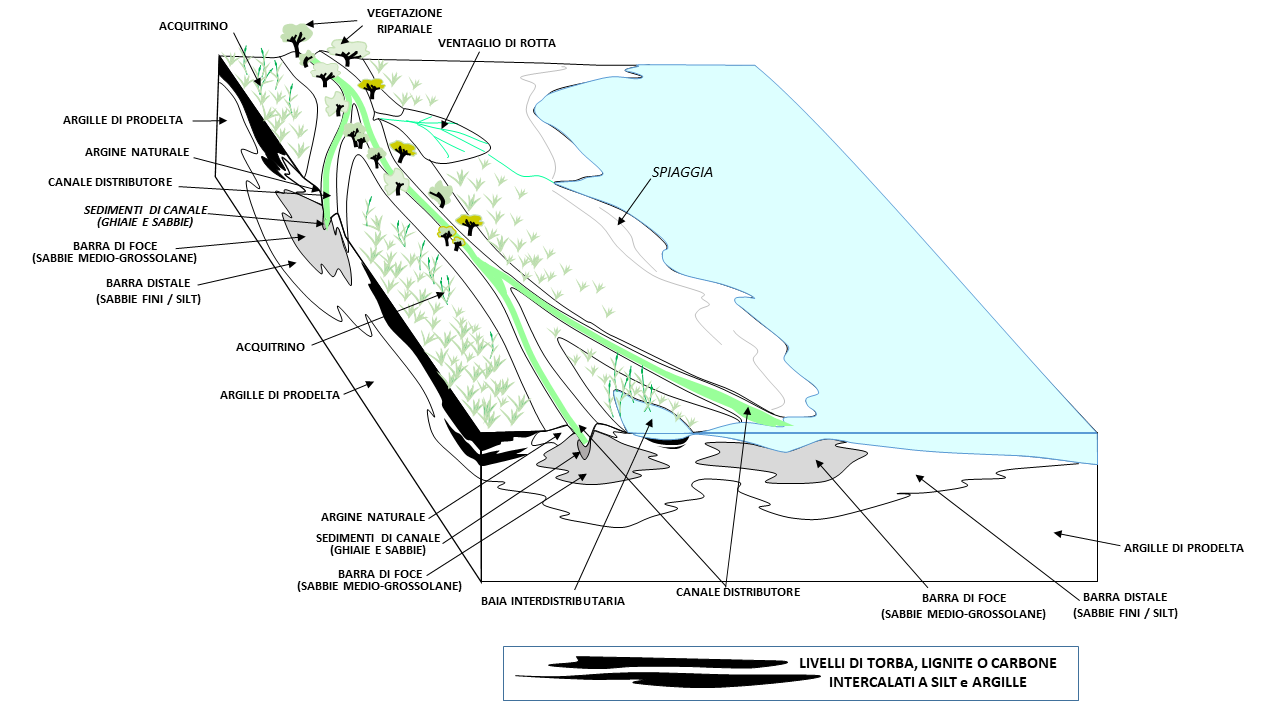
Schema di distribuzione delle facies sedimentarie in un delta. Le aree ad acquitrino o palude e baia interdistributaria danno origine ad accumuli di torba e materiale legnoso, che col tempo e la diagenesi può trasformarsi in lignite o carbone.

Giacimenti di carbone possono aversi dalla trasformazione di depositi di torba tipica delle aree paludose sviluppatesi nelle piane deltizie alluvionali tra i canali distributori. Il ripetersi delle diversioni dei canali distributori, con l'abbandono di canali per fenomeni di rotta degli argini e creazione di nuovi alvei, determina la distribuzione degli accumuli torbosi nelle aree di intercanale. Questa dinamica, unita a una subsidenza continua e alle variazioni climatiche a lungo termine (trasgressioni e regressioni marine) ha come esito la formazione di "pacchi" di sedimenti deltizi alternati a livelli trasgressivi di sedimenti marini. In condizioni ideali (stabili dal punto di vista tettonico e ambientale), queste alternanze possono raggiungere centinaia di metri di spessore. Queste condizioni si sono ripetute spesso nel passato geologico (ad esempio nel periodo Carbonifero, in Europa e negli Stati Uniti), dando luogo alla formazione di tipici cicli sedimentari ripetitivi in direzione verticale, definiti ciclotemi carboniferi.
Un ciclotema è sostanzialmente un'alternanza di depositi marini (trasgressivi) e deltizi (regressivi). Il ciclo "base" è composto tipicamente da cinque termini (dall'alto verso il basso):
- - - - limite di sequenza (regressione marina) - - - -
- (5) argille di prodelta e di piattaforma continentale - ambiente marino poco profondo (fino ad alcune decine di metri, in diminuzione verso l'alto)
- (4) marne e poi calcari marini trasgressivi - ambiente marino poco profondo (fino ad alcune decine di metri, in rapido aumento verso l'alto), con fossili marini

- - - - - - superficie di trasgressione marina - - - - - -
- (3) carbone - ambiente continentale (palude, acquitrino o torbiera) con resti di vegetali
- (2) argilla di piana d'inondazione/piana deltizia - ambiente continentale o di transizione con paleosuoli
- (1) arenaria di barra di foce o canale distributore[N 10] - ambiente di transizione (da zero a diversi metri)

- - - - limite di sequenza (regressione marina) - - - -
In realtà, per l'elevata variabilità laterale delle facies dovuta all'instabilità dell'ambiente, uno o più dei termini descritti (in particolare 2 e 4) possono essere localmente mancanti, mentre possono esservi ulteriori elementi in sequenze più complete. Ogni limite di sequenza coincide con una regressione marina (cioè con un abbassamento relativo del livello marino), e corrisponde a uno hiatus (a una lacuna) nella sedimentazione.
Lo sviluppo più spettacolare di ciclotemi carboniferi si ha nel Carbonifero di Europa continentale e America settentrionale. Alcune delle intercalazioni marine di questi ciclotemi costituiscono livelli guida riconoscibili per centinaia di chilometri. in America settentrionale si depositarono almeno 60 ciclotemi in un periodo di tempo di 60-90 milioni di anni, quindi con cicli trasgressivo-regressivi variabili da 1 a 1,5 milioni di anni.
Di questo tipo sono giacimenti di carbone delle Coal measures carbonifere, diffuse sia nell'Europa continentale che nell'America Settentrionale. Tipici esempi sono nel Carbonifero Superiore (Pennsylvaniano) dell'Illinois.

### Idrocarburi

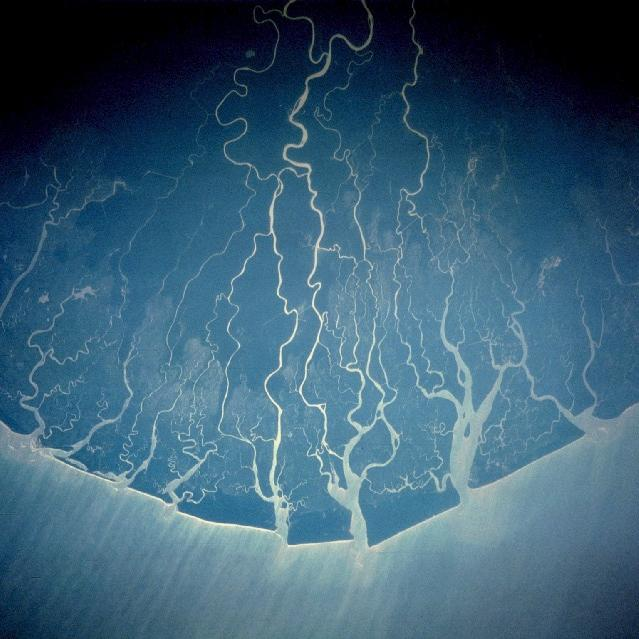
Delta del Niger, la piana deltizia tidale è stabilizzata dalla sviluppo rigoglioso delle mangrovie, la regolarità del contorno dell'apparato deltizio emerso è interrotta e segmentata dalla presenza di "growth fault" che dislocano la fronte del delta

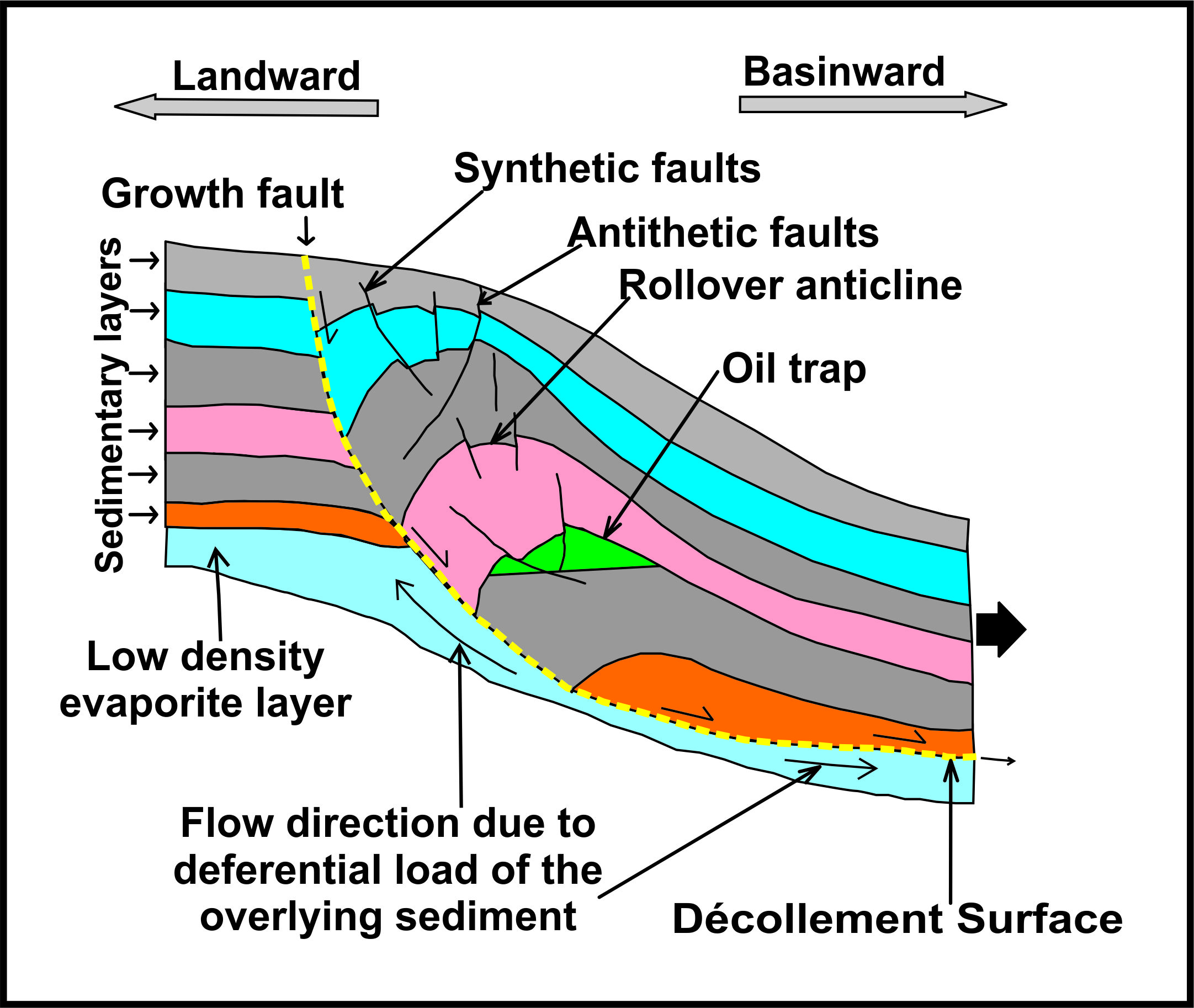
Schema di una "growth fault" (o faglia di crescita). Il lato ribassato della faglia è a destra. In corrispondenza del lato ribassato, il maggiore accumulo di sedimenti (e quindi il maggiore peso) determina una maggiore deformazione degli strati (uncinatura o, nella terminologia anglosassone, drag) che si accentua fino a formare una vera e propria piega anticlinale (anticlinale di rollover), che può costituire una trappola per gli idrocarburi (oil trap nella figura).

L'ambiente deltizio è particolarmente favorevole alla creazione di giacimenti di idrocarburi. Questo in quanto la posizione dell'apparato deltizio permette di mettere in contatto le argille marine (roccia madre), ricche in materia organica atta a produrre idrocarburi, con le sabbie deltizie che costituiscono degli ottimi serbatoi, e la continua sedimentazione di materiale fine argilloso permette il deposito di argille di copertura che preservano la materia organica da una rapida degradazione sul fondale, rendendola disponibile per i processi naftogenetici che portano alla trasformazione della materia organica in petrolio e gas naturale, infine queste argille sigillano verso l'alto i potenziali luoghi di accumulo degli idrocarburi.
In aree di prodelta caratterizzate da una rapida e abbondante sedimentazione terrigena e da una naturale subsidenza, nel corso della crescita del delta, si possono formare delle particolari faglie sinsedimentarie di tipo distensivo, chiamate growth fault (faglie di crescita). 
Il movimento lungo il piano di faglia provoca dalla parte ribassata la formazione di una fossa nella quale i sedimenti tendono ad accumularsi per l'aumento dello spazio disponibile; questo determina un ispessimento degli strati nella parte ribassata della faglia rispetto agli equivalenti nell'area non ribassata (in cui i sedimenti hanno meno spazio disponibile per deporsi tra il fondale e il livello del mare). Sul lato ribassato il carico dei sedimenti accumulati può provocare la deformazione degli strati fino alla formazione di una struttura ad anticlinale roll over. Queste anticlinali possono costituire trappole per idrocarburi.
Giacimenti petroliferi importanti sono stati esplorati e messi in produzione nel delta del Niger, nei depositi deltizi del Giurassico Medio della formazione delle Arenarie del Brent nel bacino del Mare del Nord, nel bacino pannonico entro giacimenti miocenici.

### Materiali da costruzione
Le aree di delta possono essere considerate anche una fonte di ghiaia e sabbia, materiali economicamente rilevanti per l'edilizia. Un esempio significativo è la storia recente (1982-2005) della cavatura di inerti dall'alveo del fiume Po. Nel periodo indicato le estrazioni concesse dall’AIPO nell'area del delta (settore operativo di Rovigo) ammontano a 2268.215 milioni di m3, pari al 14% del quantitativo estratto dal fiume lungo tutto il suo corso.

## Rischio idrogeologico e ambientale
La complessità di questo ambiente lo rende anche particolarmente fragile ed esposto alle conseguenze dell'attività antropica, con diversi fattori di rischio. Tra i principali vi sono:
- Il rischio di dissesto idrogeologico in questo tipo di ambiente riguarda (come per la pianura alluvionale, di cui costituisce l'estrema propaggine) gli eventi alluvionali, normalmente con cadenza stagionale[43]. La magnitudine degli eventi di piena presenta una marcata ciclicità in relazione con i cicli climatici a breve e a lungo termine: la prevedibilità di eventi di piena eccezionali, che possono causare alluvionamenti, è definita come tempo di ritorno di un evento con data magnitudine (espressa come portata)[44]. Una piena eccezionale può causare fenomeni di diversione dei canali distributori, modificando la configurazione del delta e della morfologia della costa.
- inquinamento: da attività industriale, agricola e zootecnica, ma anche dalla semplice presenza di concentrazioni abitative (l'inquinamento può essere, oltre che di natura chimica e organica - il più evidente - anche di natura acustica e luminosa)[45];
- attività estrattiva: estrazione di materie prime (ghiaie e sabbie, torbe e ligniti, metano di origine biogenica). Queste attività possono avere conseguenze rilevanti:
  - l'asportazione di sedimenti può alterare l'equilibrio del profilo dell'alveo fluviale provocando fenomeni erosivi che portano all'abbassamento e al restringimento dell'alveo. Inoltre il prelievo di inerti diminuisce il carico di fondo della corrente e i sedimenti che arrivano alla foce, che non vengono più distribuiti sul litorale dalle correnti costiere dando luogo a fenomeni erosivi della costa[46][47];
  - l'estrazione di acqua o idrocarburi da accumuli e giacimenti a bassa profondità può provocare incremento della subsidenza, con fenomeni di ingressione marina su ampie aree del delta. Questo fenomeno è dovuto alla compattazione del sedimento per espulsione dei fluidi prodotti (acqua, gas o petrolio), che causa una redistribuzione dei granuli che compongono la roccia serbatoio in una configurazione più compatta e di conseguenza una diminuzione delle dimensioni dei pori (ovvero degli interstizi tra i granuli stessi). Tutto questo ha come effetto la diminuzione del volume occupato dai sedimenti della roccia serbatoio e l'aumento locale della subsidenza, che si propaga ai livelli soprastanti il giacimento. Le conseguenze possono essere problemi strutturali a carico di edifici e impianti e l'allagamento dell'area interessata ad opera delle acque superficiali (anche marine se il giacimento è prossimo alla costa).[48]. Questo fenomeno è presente attualmente[N 15] (e attentamente monitorato) in tutto l'alto Adriatico e nel delta del Po, come conseguenza dell'attività estrattiva di gas metano prolungatasi per decenni[N 16].
- Un problema che sta assumendo sempre maggiore importanza negli ultimi decenni è la salinizzazione (cioè l'incremento della salinità) nelle aree costiere e soprattutto deltizie. L'aspetto più evidente di questo problema è l'espansione del cuneo salino. Quest'ultima espressione indica la risalita dell'acqua di mare nei tratti terminali dei fiumi, sul fondo dell'alveo. Si parla di cuneo perché l'acqua di mare (più salata) è anche più densa dell'acqua dolce, e tende ad avanzare verso monte a contatto col fondale dell'alveo. Quindi lo spessore del battente d'acqua interessato dall'acqua marina è massimo alla foce e diminuisce risalendo l'alveo fluviale. Ad esempio, nel Po questo fenomeno negli anni 1950-1960 di avvertiva fino a pochi chilometri dalla foce, mentre negli ultimi anni è arrivato a una ventina-trentina di chilometri dal mare. Il problema è dovuto a fattori molteplici, tra i quali spicca l'aumento generalizzato del livello marino, dovuto a fattori climatici (eustatismo). Fattori locali rilevanti possono essere la subsidenza dovuta all'emungimento delle falde acquifere e all'estrazione di idrocarburi dal sottosuolo. Anche l'estrazione di sedimenti dagli alvei può contribuire, abbassando il livello dell'alveo di magra dei fiumi, così come le derivazioni irrigue o presenza di dighe a monte che trattengono le acque fluviali e diminuiscono portata e velocità della corrente, che non riesce a contrastare efficacemente l'effetto di alta marea nel quadro descritto. Infine, una siccità prolungata può ridurre la portata fluviale aumentando l'influenza marina entro il delta[N 17]. Tutto ciò ha effetti molto pesanti a carico dell'irrigazione (le acque troppo salate danneggiano le colture), degli approvvigionamenti di acqua dolce dalle derivazioni degli acquedotti, delle stesse falde acquifere che vengono contaminate (salinizzazione degli acquiferi). Inoltre, la presenza di acque salate in ambienti non tipici ha pesanti ripercussioni sugli ecosistemi, sia sulla vegetazione che sugli animali[49][50].
- L'antropizzazione delle sponde dei canali distributori può portare alla compromissione della vegetazione ripariale[N 18], con aumento dell'erosione e quindi dell'instabilità delle sponde stesse. Questo in un ambiente già caratterizzato da forte instabilità può avere un impatto molto pesante causando la rotta degli argini naturali o artificiali e la diversione dei canali da un settore del delta a un altro, causando l'inondazione di aree emerse e cambiando il profilo costiero[51].
- attività di caccia e pesca: dannose se non adeguatamente regolamentate, in quanto possono portare all'impoverimento della fauna e alla riduzione della biodiversità dell'ambiente[52];
- attività di navigazione (sia da diporto che da trasporto o da pesca): fonte di inquinamento, principalmente chimico e sonoro, e di perturbazione delle acque[53].

I recenti mutamenti climatici, con il riscaldamento globale del pianeta e l'aumento del livello medio del mare dovuto allo scioglimento dei ghiacci polari, porterebbero inoltre all'inondazione di gran parte delle aree deltizie, con conseguenze drammatiche sull'ambiente naturale e sulle attività umane. Un'altra grave conseguenza sarebbe l'aumento ulteriore della salinità delle acque costiere e l'aumento delle infiltrazioni di acqua salata nelle falde acquifere della fascia litoranea.

Animazione che descrive le variazioni del delta del Fiume Giallo (Cina) dal 1989 al 2009. Esempio molto evidente di diversione di un canale distributore, con inattivazione del vecchio canale principale, formazione di un nuovo ramo del delta e modificazione della morfologia costiera.
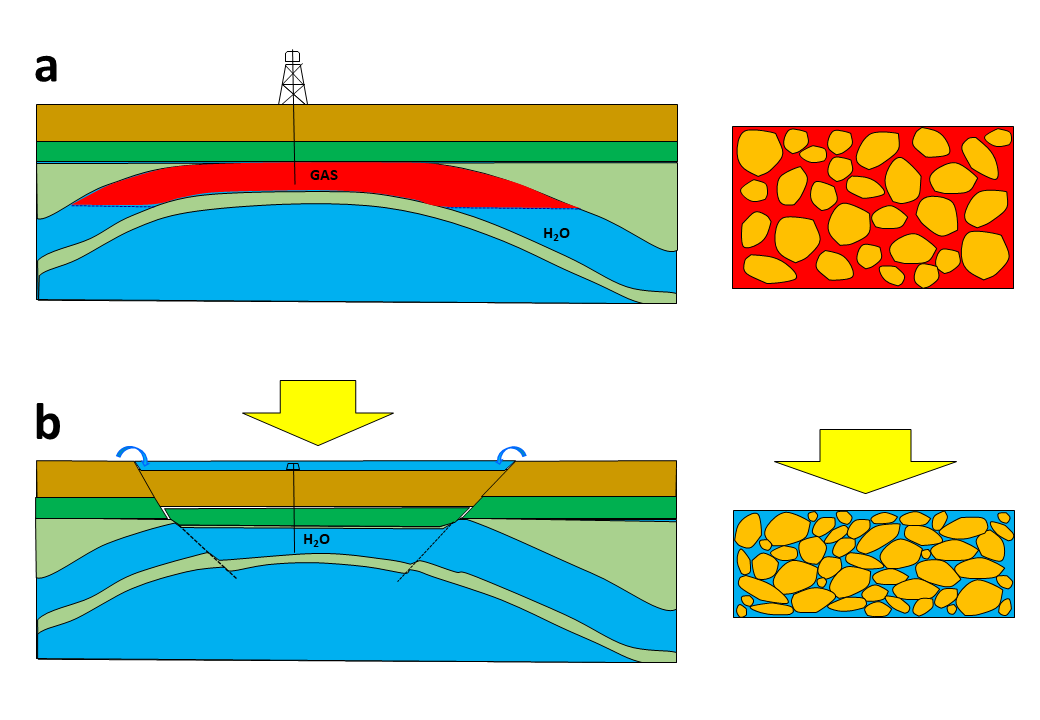
Subsidenza dovuta alla produzione di idrocarburi dal sottosuolo. Nello schema è indicato, a titolo esemplificativo, un accumulo di gas naturale entro una struttura tettonica ad anticlinale; nell'esempio, la roccia serbatoio è una sabbia. a) Prima dell'inizio della produzione; b) nella fase finale in cui tutto il gas è stato prodotto.
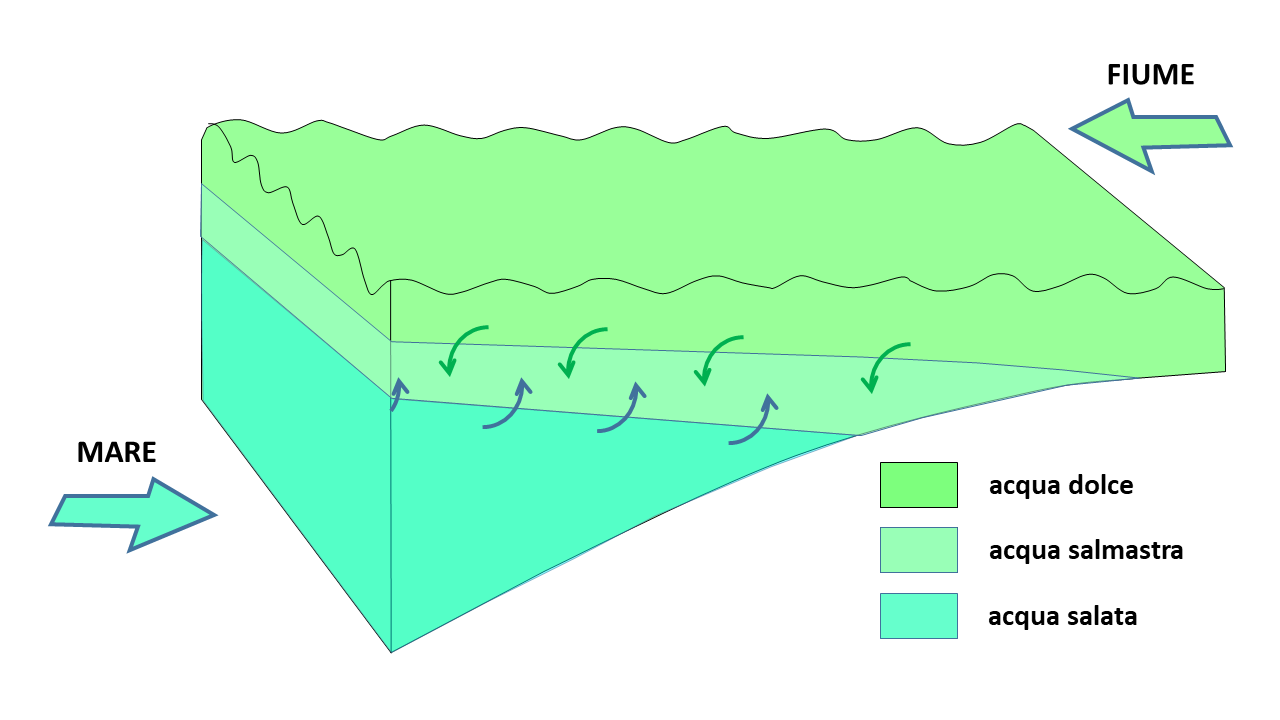
Schema che illustra il concetto di cuneo salino, come intrusione di acqua marina più densa in un alveo fluviale a contatto col fondale. L'acqua dolce fluviale (meno densa) tende a formare uno strato superficiale sempre più sottile procedendo verso la foce. All'interfaccia tra i due strati si ha mescolamento delle acque con uno strato a salinità intermedia.
schema che illustra l'andamento di un cuneo salino nel sottosuolo. L'avanzamento del cuneo salino verso terra può essere dovuto all'eccessivo emungimento della falda acquifera, o all'intrusione di un cuneo salino superficiale entro gli alvei fluviali. Questo porta a problemi di salinizzazione delle falde acquifere.

## Storia geologica
Per definizione, lo sviluppo di apparati deltizi necessita della presenza di aree continentali stabili con sviluppo di un reticolo di drenaggio che trasporti le acque meteoriche fino al il livello di base marino. Sulla Terra aree continentali cratoniche sono comparse e si sono stabilizzate nel corso dell'Archeano, da 3200 a 2400 milioni di anni fa. Rocce sedimentarie di questa età sono state studiate in America settentrionale (Canada e Stati Uniti), Africa del sud (Sudafrica e Zimbabwe), India meridionale e Australia occidentale, e corrispondono a "fasce" di rocce di origine vulcanica e in parte sedimentaria fortemente tettonizzate e in parte metamorfosate (definite nella letteratura geologica Greenstone Belts). Questi complessi sono caratterizzati da una certa varietà di ambienti sedimentari, che includono depositi marino-marginali e di mare basso tra cui sedimenti di piana deltizia. In Australia occidentale, sono stati riconosciuti sedimenti di delta-conoide di età archeozoica, in parte rimaneggiati dalle maree, comparabili dal punto di vista sedimentologico con analoghi attuali sviluppati in regimi tettonici estensionali (Golfo di Aqaba). Questi sedimenti mostrano caratteri sedimentologici compatibili corrispondenti ad ambienti di delta-conoide caratterizzati da elevati gradienti topografici ed alta velocità di flusso.

## Esogeologia
Se si considera la definizione di delta in senso ampio, cioè come un accumulo di sedimento alla foce di un canale naturale che, tramite l'azione di una corrente liquida, convoglia materiale sedimentario entro un bacino contenente un liquido relativamente stazionario, allora edifici deltizi sono riconoscibili, oltre che sulla Terra, anche sulla superficie di almeno altri due corpi celesti del sistema solare: il pianeta Marte e il satellite maggiore di Saturno, Titano. Nel primo caso si tratta di corpi sedimentari attivi nel passato geologico del pianeta; nel secondo caso sono corpi sedimentari dovuti a fenomeni geologici probabilmente ancora attivi.

### Marte

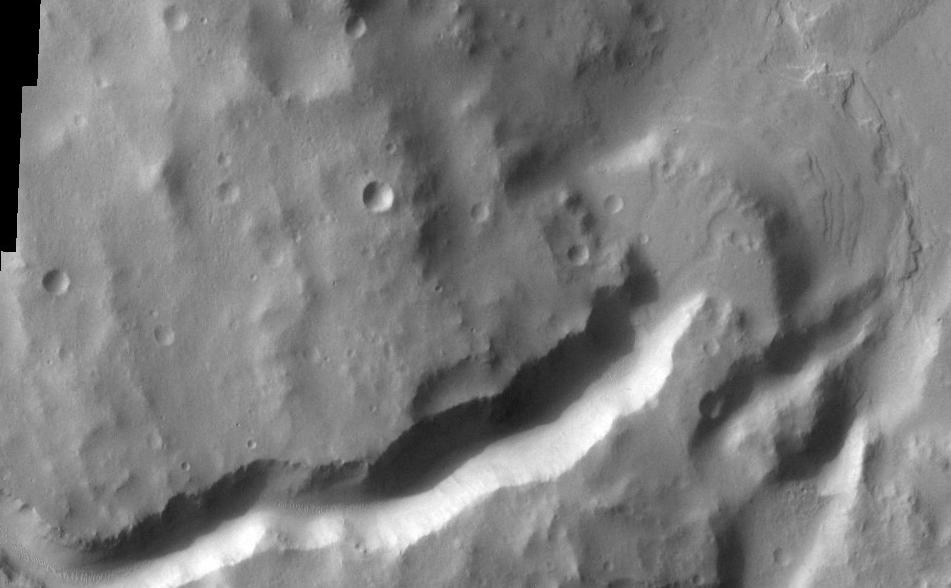
Marte, Lunae Palus. Formazione geologica che mostra sorprendenti analogie con un delta-conoide tipo Gilbert. In questo caso è evidente la distinzione tra piana deltizia (la parte più pianeggiante, allo sbocco del canale alimentatore, solcata da possibili canali distributari), la fronte deltizia (caratterizzata da alcuni corpi lobati che sembrano barre) e il prodelta (la scarpata digradante verso il bacino). In questo caso, l'analogia morfologica sembra suggerire la presenza effettiva di un bacino riempito di acqua (o altro liquido con densità e viscosità simili) con livello stabile corrispondente al limite della piana deltizia.

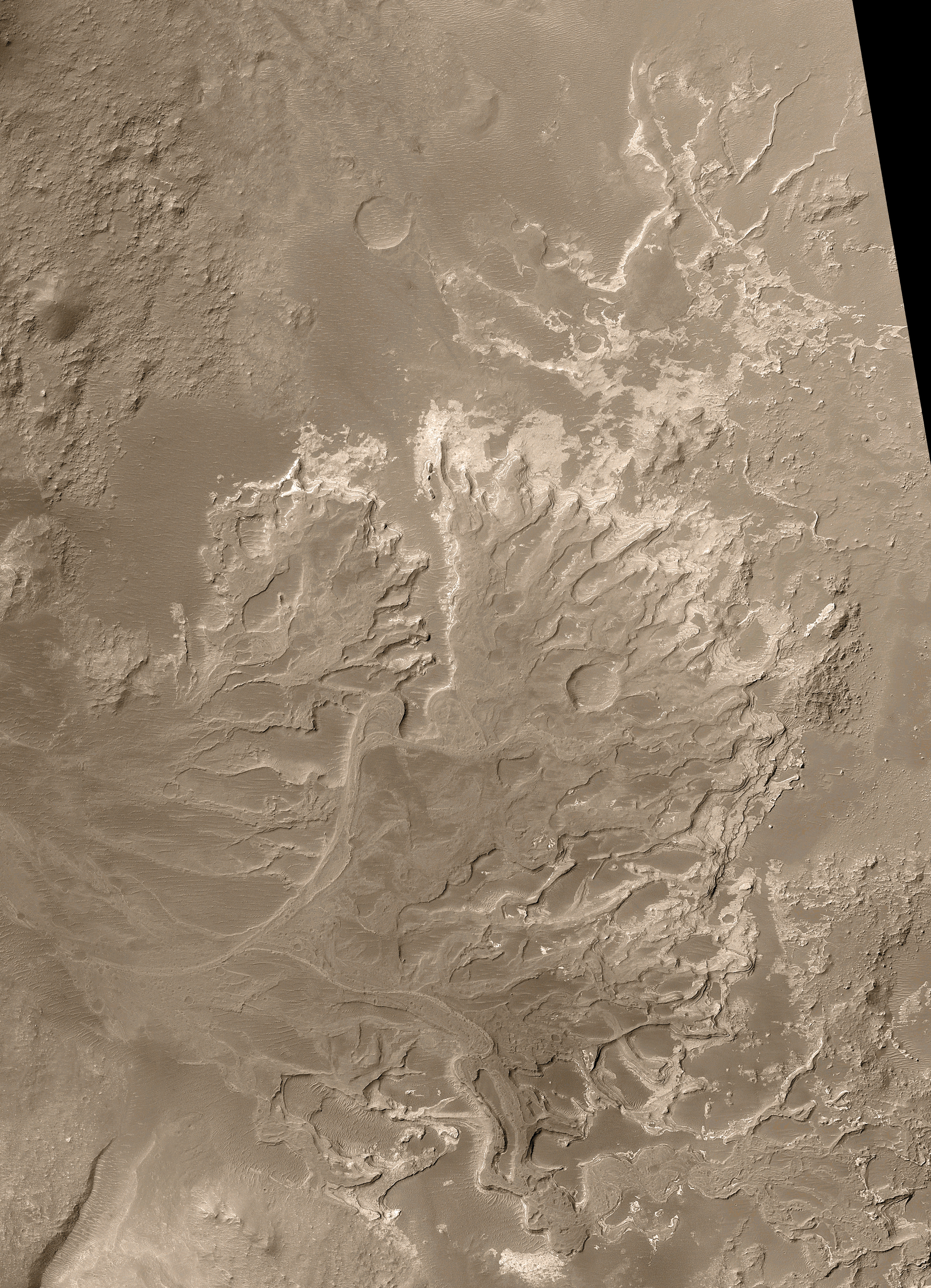
Marte, emisfero meridionale (nord-est del Cratere Holden). Formazione geologica interpretabile come un delta di tipo digitato. In questo caso il reticolo dei canali distributori è visibile in "negativo" (cioè in rilievo) perché i sedimenti più fini di intercanale sono stati in gran parte erosi e trasportati via dall'azione dei venti.

Sedimenti assimilabili a depositi alluvionali deposti e rielaborati dall'acqua sono probabilmente presenti anche sul pianeta Marte, verosimilmente sviluppatisi in condizioni simili a quelle della Terra primitiva. Sono stati rilevati per mezzo delle sonde spaziali (tramite soprattutto il telerilevamento fotografico) canali situati entro solchi vallivi, e formazioni geologiche simili ad apparati deltizi situate allo sbocco di canali entro aree bacinali depresse e antichi crateri da impatto. Si ritiene che queste formazioni si siano originate nella parte finale del Noachiano, era geologica di Marte la cui datazione è stimata da 3900 a 3500 milioni di anni fa (corrispondente quindi alla parte più antica dell'Archeano terrestre).
Le opinioni tra i ricercatori non sono del tutto univoche riguardo a queste strutture. È generalmente accettato il fatto che siano dovute all'azione di un agente allo stato liquido; la loro distribuzione e la loro configurazione sono in accordo con una rete di drenaggio naturale e presenta indubbie analogie con le morfologie associate sulla Terra ad acque correnti continentali. Ciò supporterebbe l'ipotesi che nel passato geologico di Marte vi fosse acqua allo stato liquido (attualmente le condizioni di pressione atmosferica e temperatura della superficie marziana non consentono la presenza di acqua libera se non nelle regioni più basse). Vi sono però ipotesi alternative: le formazioni geologiche indicate potrebbero essere state scavate e costruite anche da anidride carbonica allo stato liquido (presente in quantità considerevoli come ghiaccio secco nelle calotte polari di Marte) o da metano liquido.
Anche riguardo alle modalità di deposizione non vi è ancora unanimità: si discute in particolare se questi depositi siano dovuti a correnti a bassa densità, di tipo fluviale o a flussi ad alta densità e viscosità, di tipo più simile a colate di fango e di detrito (debris flow). Sono stati distinti diversi tipi di depositi sedimentari a conoide su Marte: di questi, due sono quelli con maggiore affinità morfologica rispetto ai delta marini o lacustri terrestri:

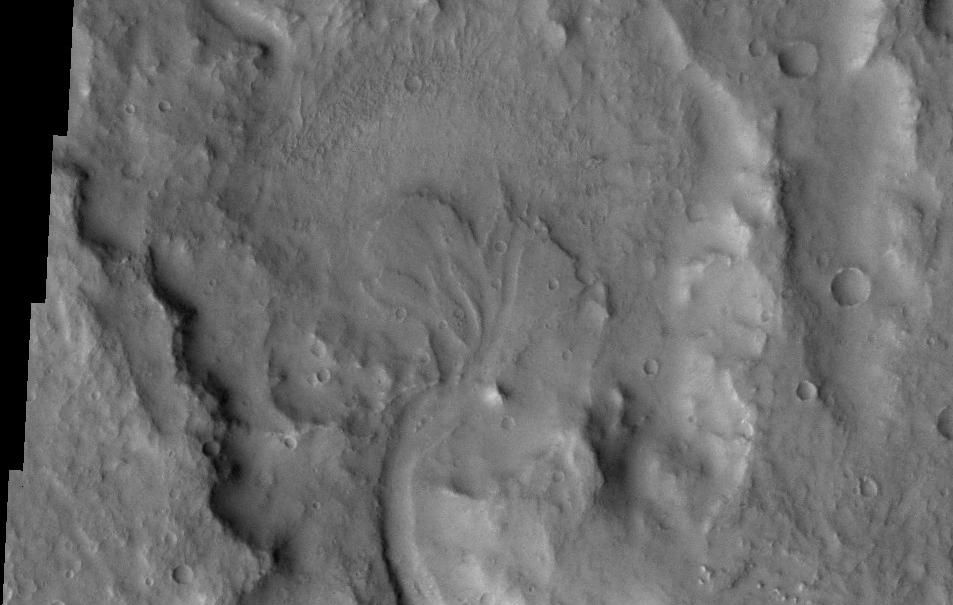
Marte, Margaritifer Sinus. Altro possibile edificio deltizio, la cui morfologia richiama un delta lobato, con una piana deltizia e un reticolo distributore ben sviluppato. Questo apparato è pesantemente craterizzato (come le aree circostanti), il che ne indica tanto l'antichità quanto l'inattività prolungata.

- edifici di forma semi-circolare o lobata con sommità pianeggiante (equivalente a una piana deltizia) e una fronte ben definita, che presuppongono la formazione di queste strutture al margine di un bacino riempito di liquido con un livello stabile per un certo periodo di tempo. Questi corpi hanno un gradiente topografico medio di circa 1 grado e lunghezze intorno ai 10 chilometri, e sono assimilabili a delta-conoidi di tipo Gilbert (un tipico esempio è indicato nella figura a fianco, dall'area di Lunae Palus).
- edifici con sommità pianeggiante, caratterizzati da un reticolo distributario ramificato, con gradienti sempre intorno ad 1 grado e lunghezze intorno ai 5 chilometri (un esempio tipico è il deposito individuato entro il cratere Holden, nella figura a fianco), assimilabili a delta digitati o lobati.

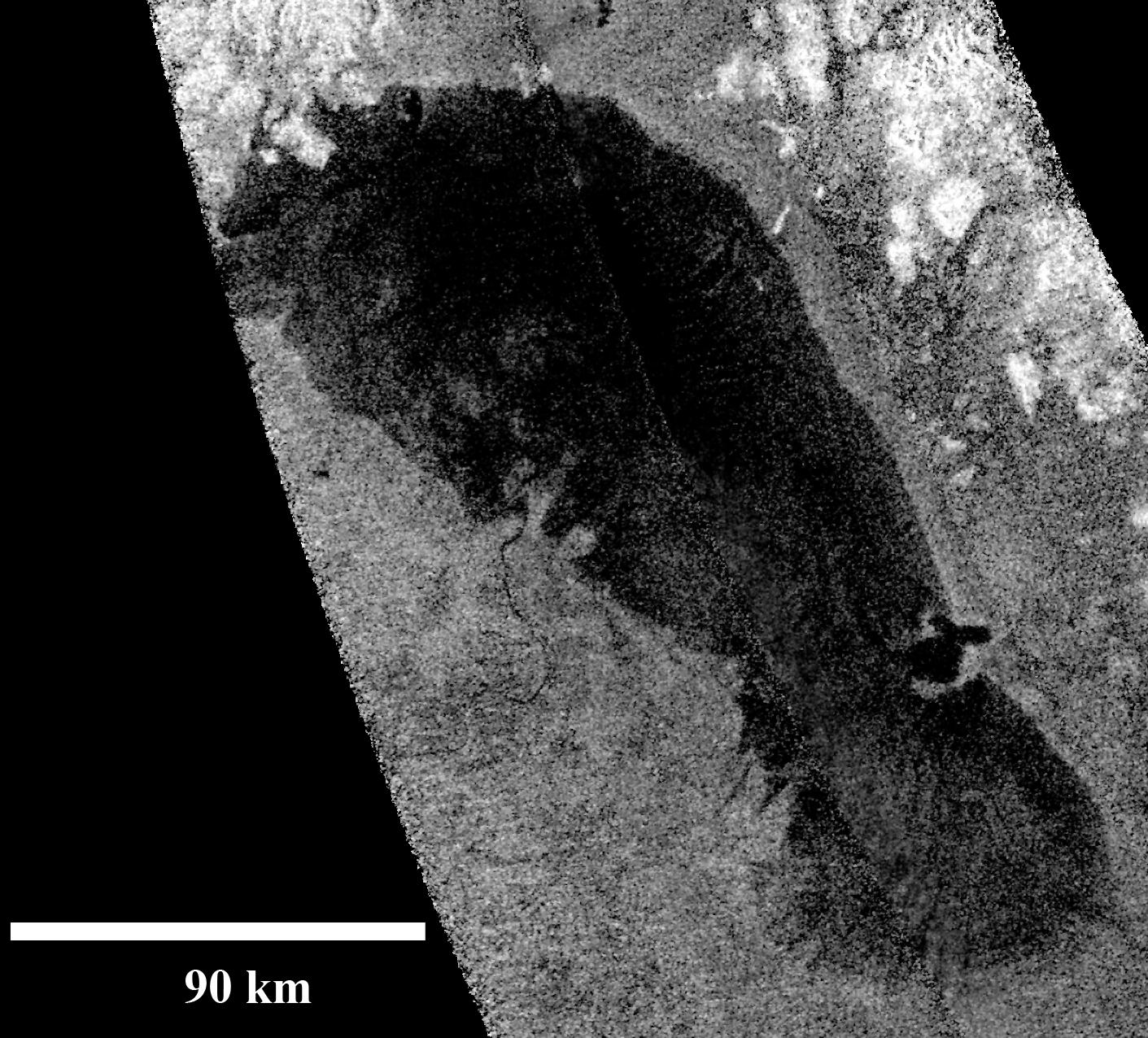
Titano, Ontario Lacus. Immagine radar dalla sonda Cassini-Huygens. Il nord è verso l'alto dell'immagine. In corrispondenza della sponda sud-occidentale è visibile un elemento canaliforme a meandri che apparentemente sfocia in corrispondenza di un corpo lobato che si protende entro il lago. Un secondo lobo (abbandonato?) è visibile verso est (sulla destra). Questi elementi sono interpretabili come un edificio deltizio di tipo lobato.

Tutti questi corpi sedimentari sono in realtà (come quelli terrestri) composti da diversi stadi di sviluppo, con sovrapposizione di morfologie differenti, che sembrano indicare una storia piuttosto complessa e variazioni notevoli del livello di base. Al presente, questi depositi sono certamente inattivi, più o meno intensamente interessati da crateri meteoritici, e diversi appaiono erosi in varia misura e rimaneggiati dai processi eolici attualmente prevalenti sulla superficie del pianeta.
È stata studiata la distribuzione degli ipotetici apparati deltizi individuati finora nell'area polare nord di Marte. Per la maggior parte di questi (53%), la posizione altimetrica della fronte deltizia sembra allinearsi lungo una superficie equipotenziale chiusa che comprende la maggior parte delle "terre basse" dell'emisfero settentrionale di Marte, che si configurerebbero quindi come un paleo-oceano di età noachiana. La maggior parte dei reticoli di drenaggio appaiono sviluppati al di sopra di questa superficie ideale, che rappresenterebbe il livello medio di questo ipotetico oceano.

### Titano
Il satellite maggiore di Saturno, Titano, è dotato di un'atmosfera molto più densa di quella di Marte e persino della Terra (la pressione atmosferica è superiore del 50% rispetto a quella terrestre), con sviluppo di nubi, e di veri e propri laghi e mari di idrocarburi allo stato liquido (prevalentemente metano ed etano). Secondo tutte le evidenze raccolte finora dalla missione spaziale Cassini-Huygens (2004-2017) sulla superficie del satellite è presente un ciclo idrologico impostato non sull'acqua ma sugli idrocarburi, con precipitazioni e un vero e proprio reticolo di drenaggio che alimenta bacini di raccolta dei fluidi atmosferici. In questo contesto sono riconoscibili elementi morfologici di tipo alluvionale e deltizio., come nel caso esemplificato dall'immagine riportata dell'Ontario Lacus, un bacino situato presso il polo sud di Titano, ove nella parte mediana della sponda sud-ovest (verso il basso a sinistra) è visibile un oggetto a due lobi interpretabile come un delta lobato, al termine di probabili canali fluviali di tipo meandriforme che drenano liquidi della natura sopra descritta da una pianura leggermente sopraelevata rispetto al livello del bacino. La morfologia lobata dell'edificio deltizio sembra implicare la presenza di un moto ondoso e quindi, verosimilmente, di correnti costiere nel bacino stesso. Questa tipologia di sviluppo costiero è ampiamente riscontrabile in bacini lacustri terrestri, come ad esempio all'estremità meridionale del Lago Alberto, in Africa, tra Uganda e Repubblica Democratica del Congo.

## Galleria d'immagini
Delta marini

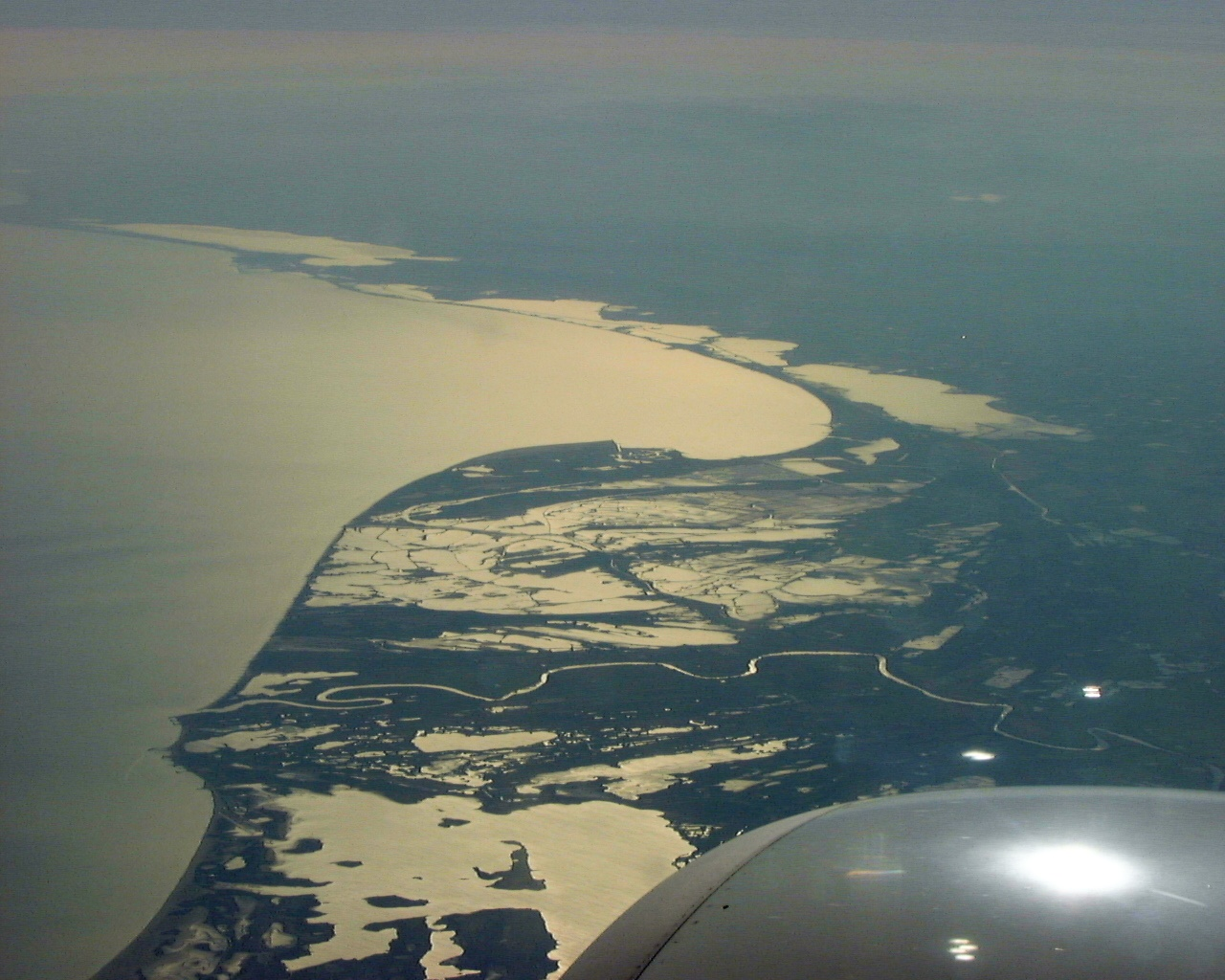
Delta del Rodano, fotografia aerea, veduta obliqua.
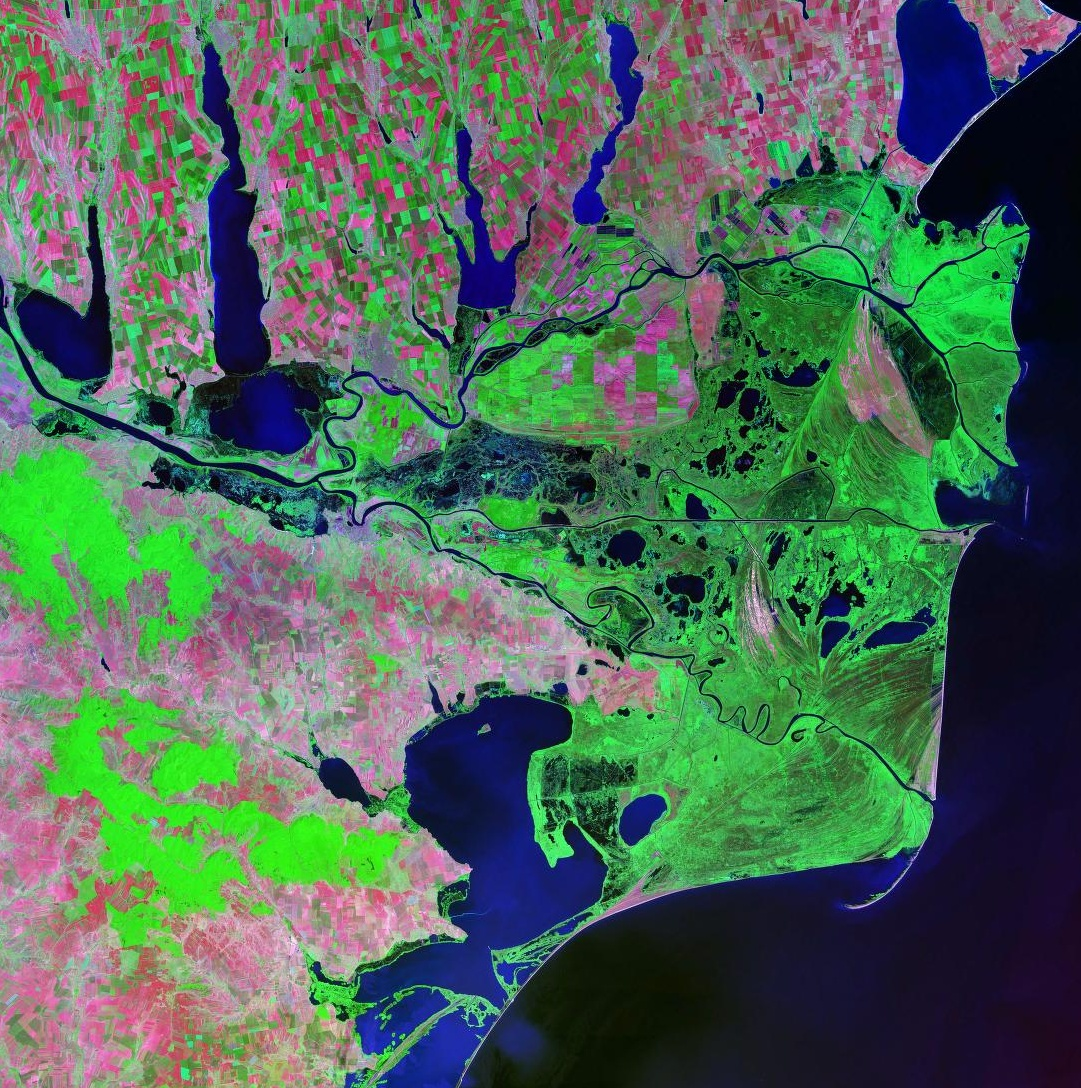
Delta del fiume Danubio, dettaglio Landsat.
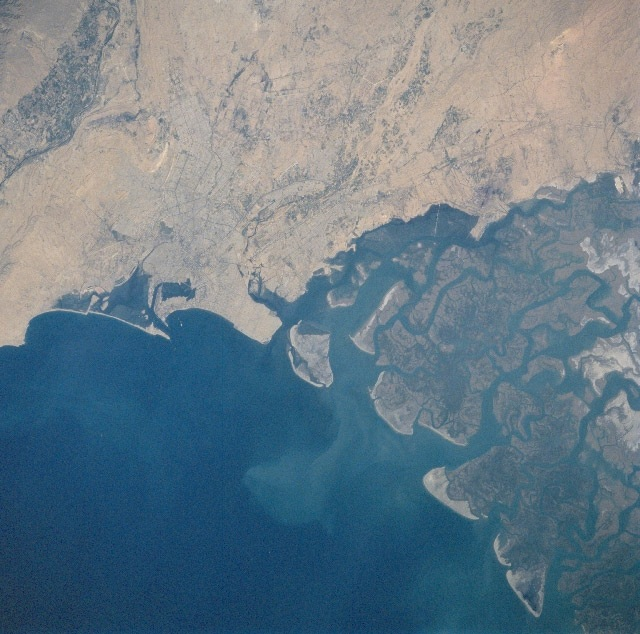
Delta del fiume Indo, dettaglio.
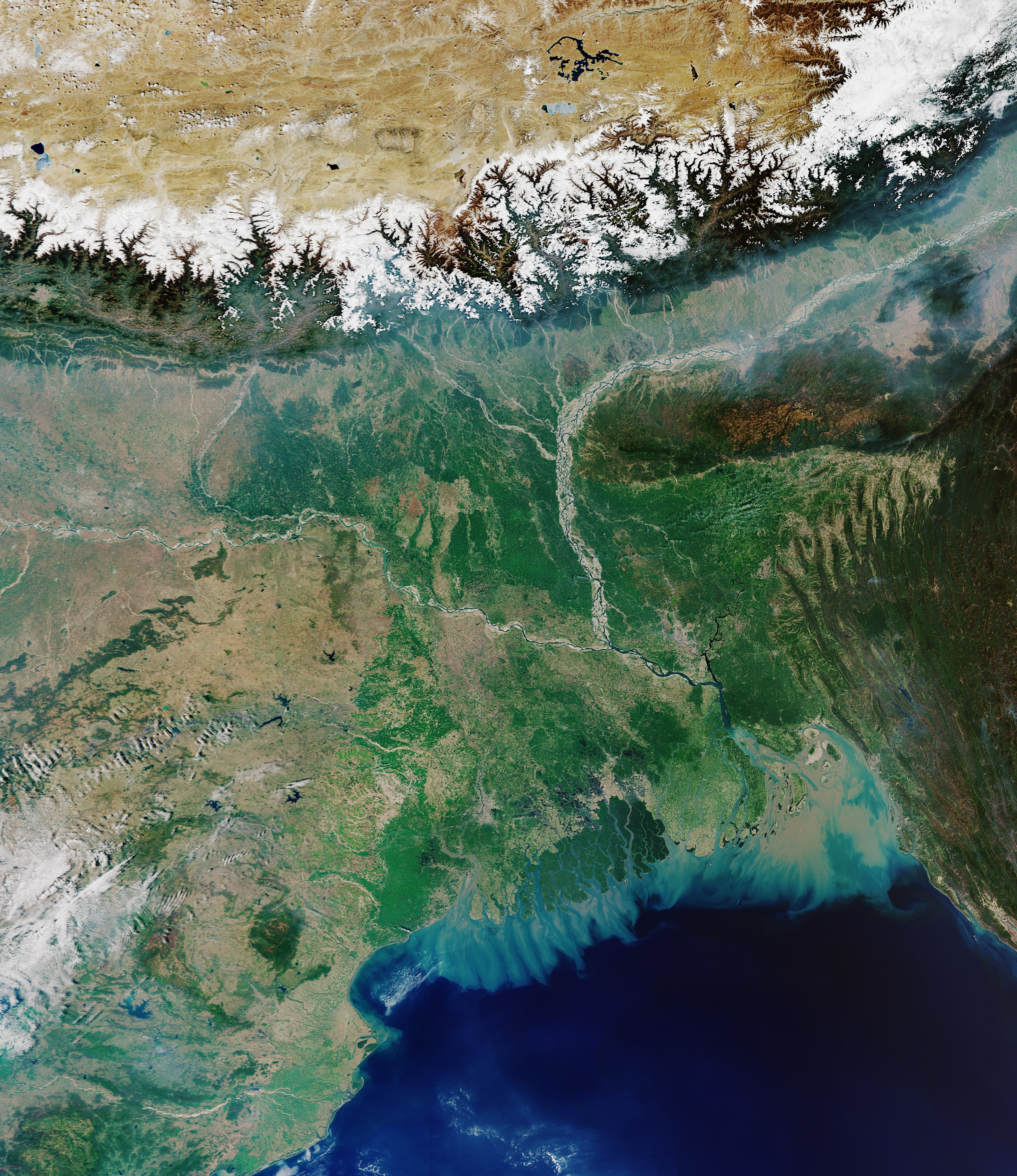
Delta del Gange-Brahmaputra
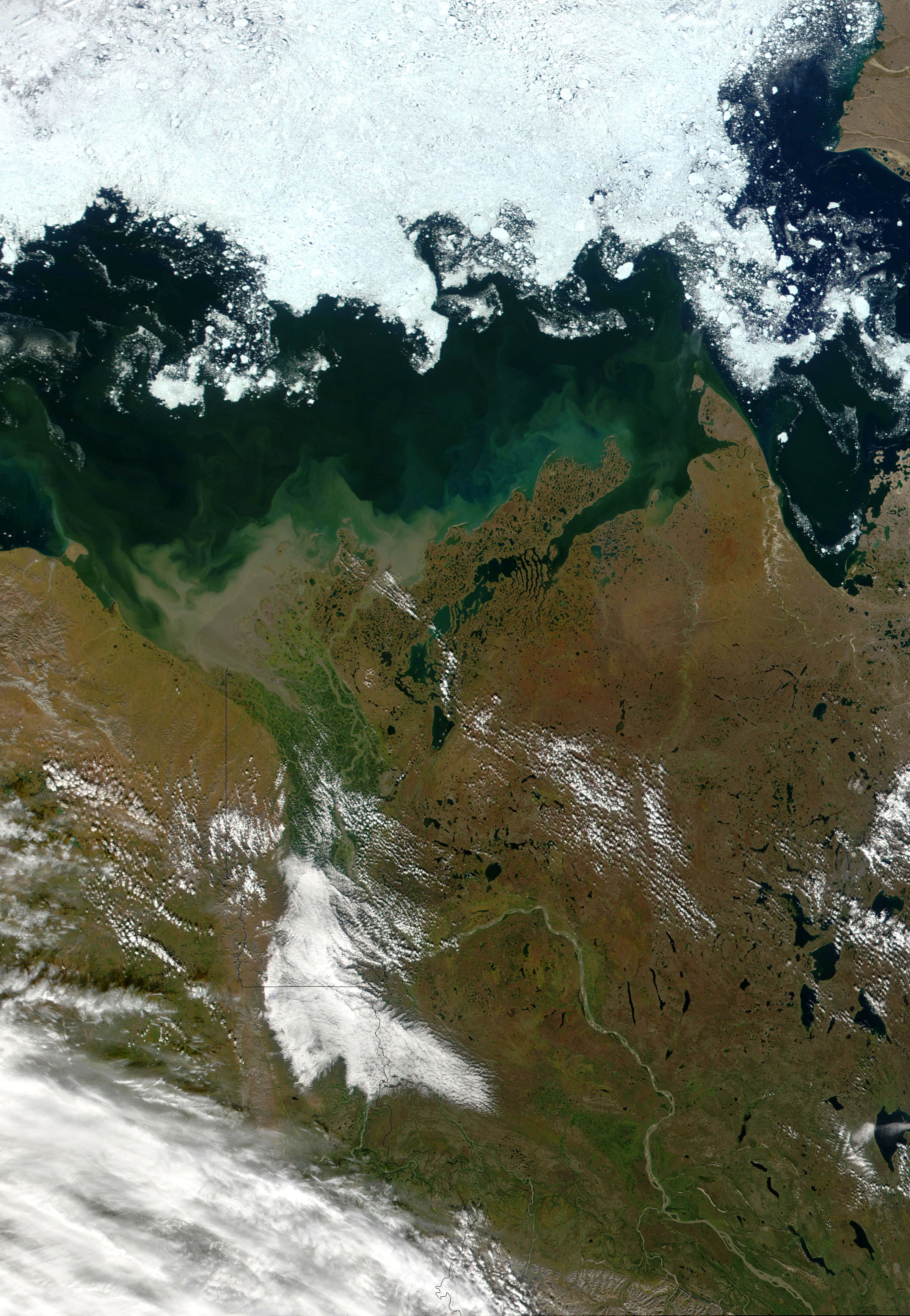
Canada, delta del fiume Mackenzie che sbocca nel mare Artico.
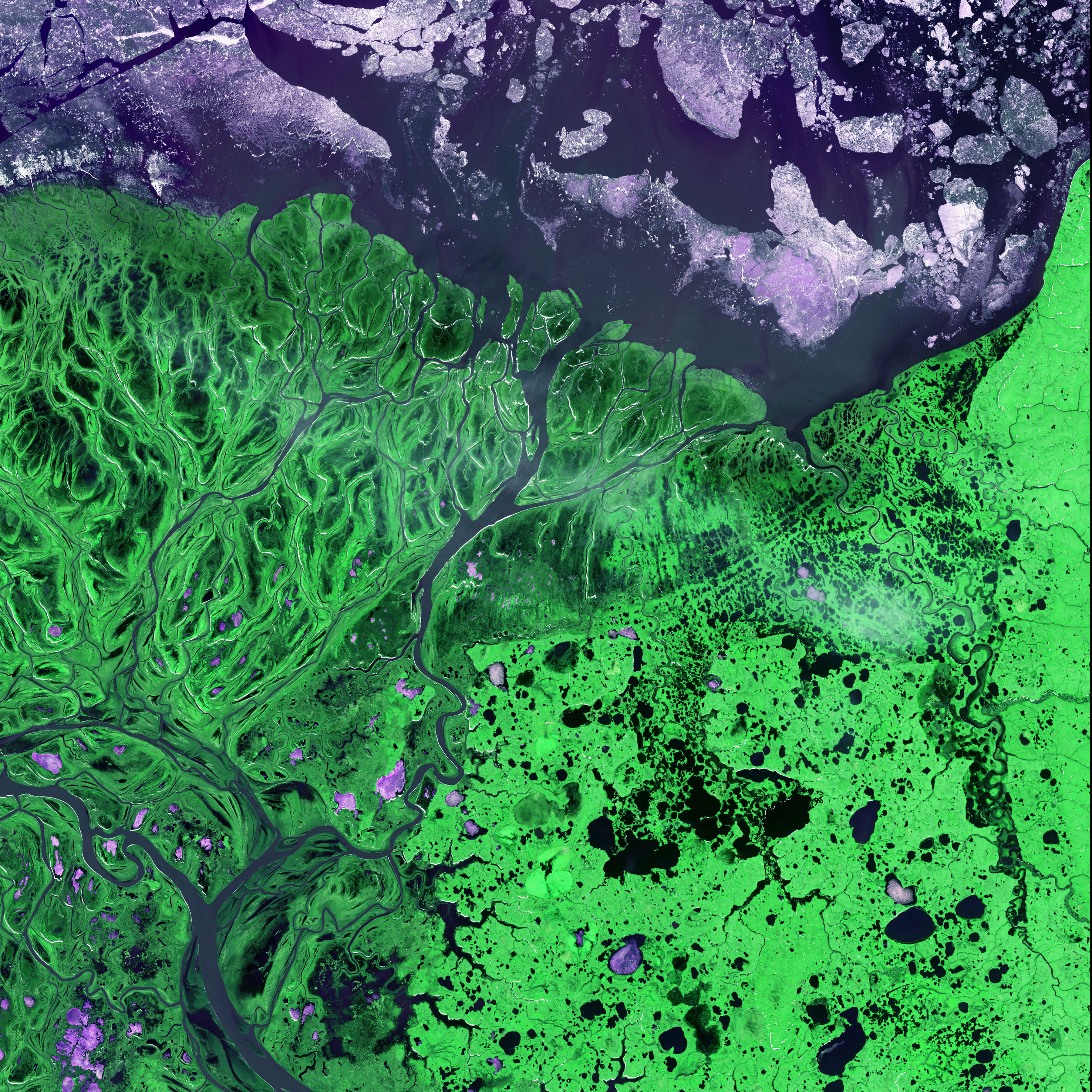
Delta del fiume Yukon, nella foto sono visibili i blocchi di ghiaccio sul mare Artico. D'inverno la Baia è ghiacciata, la presenza della banchisa glaciale contribuisce a ridurre l'energia delle onde sulla costa.
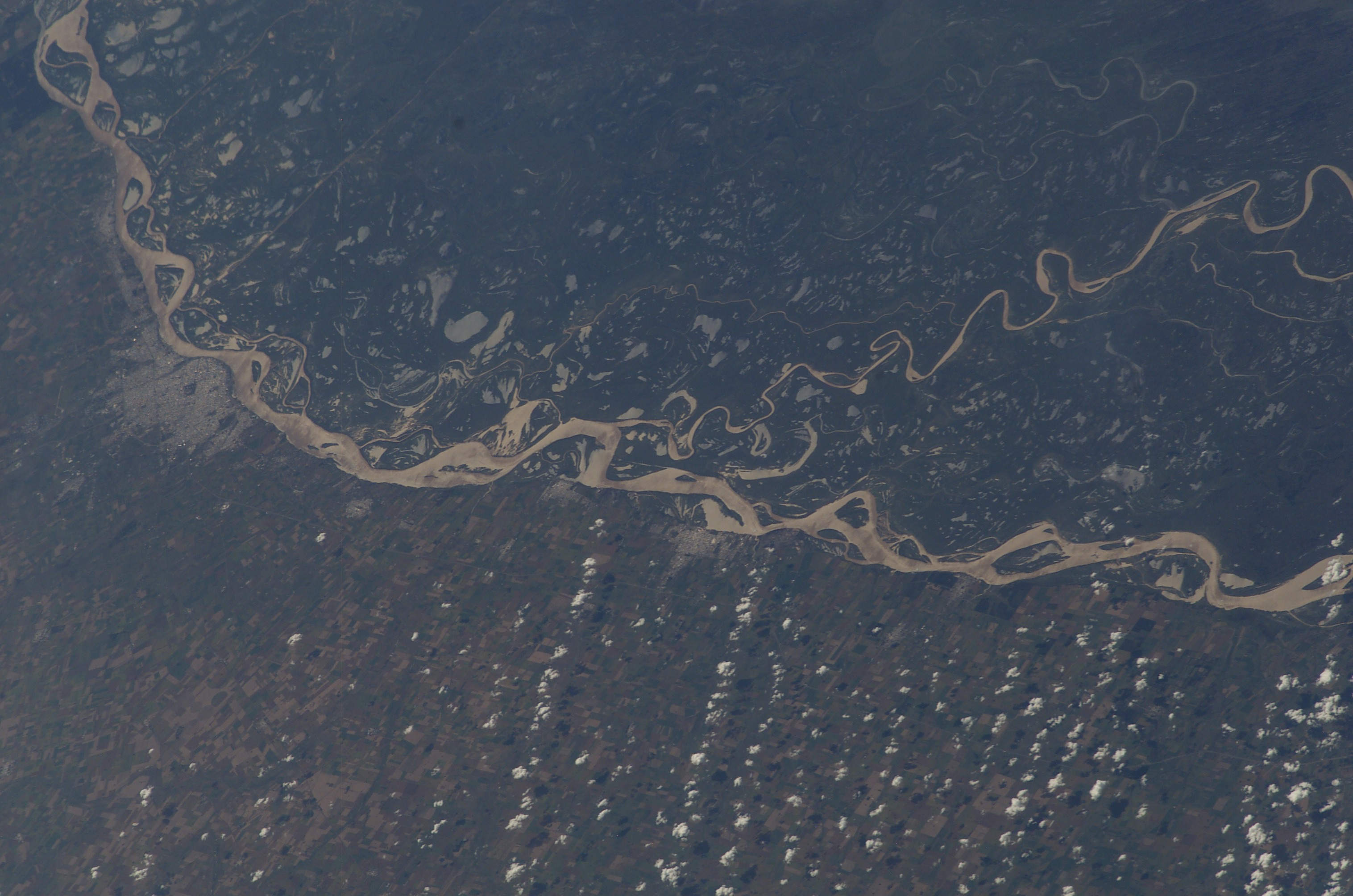
Argentina, parte delta e della pianura alluvionale del fiume Paranà.
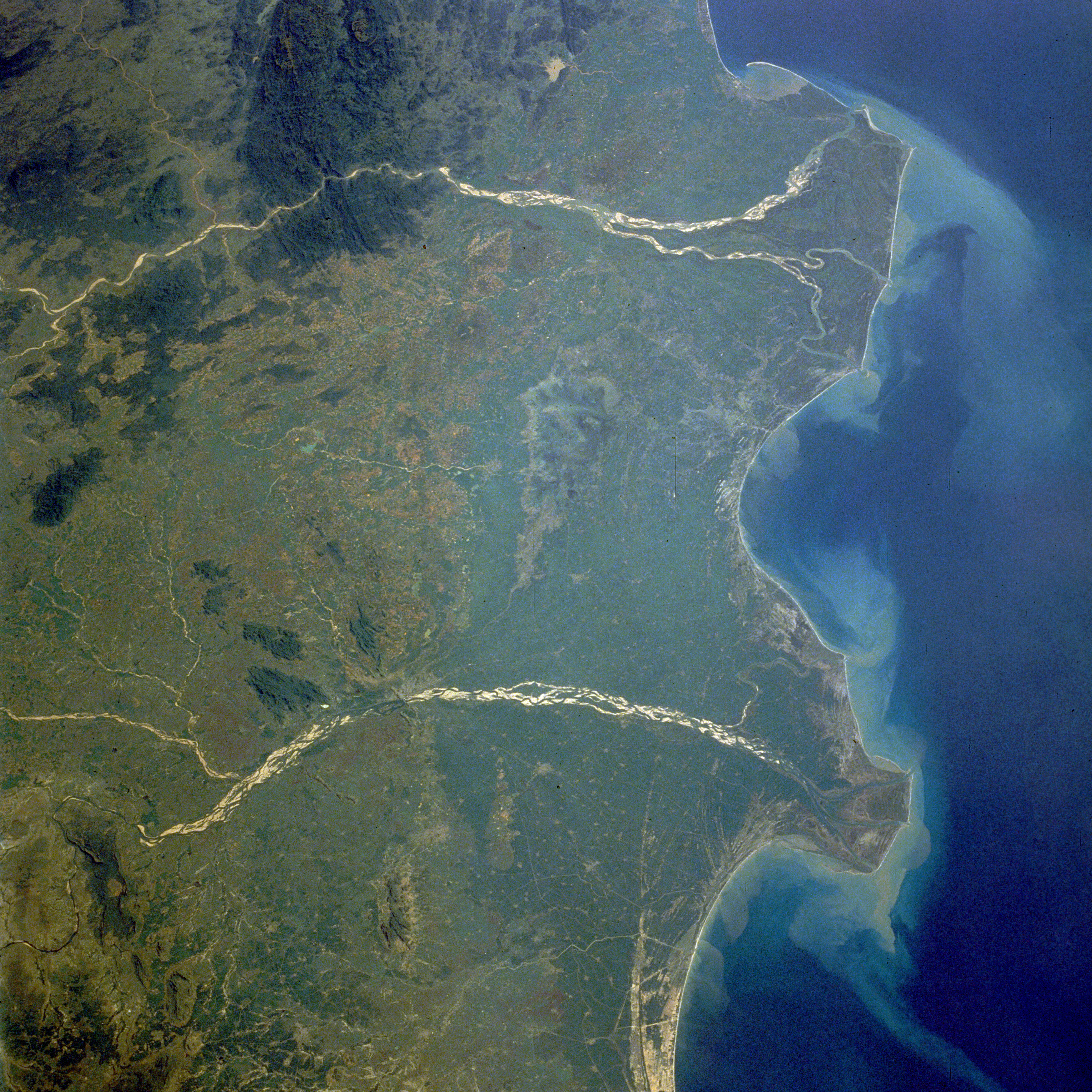
Golfo del Bengala, delta dei fiumi Godavari (in alto) e Krishna.
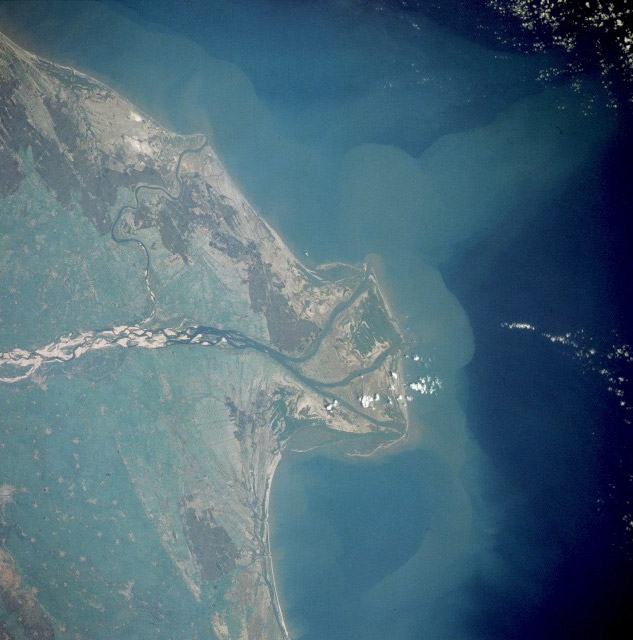
Dettaglio del delta del fiume Krishna, si nota anche un piccolo delta creato da una diversione del fiume sul lato sinistro.
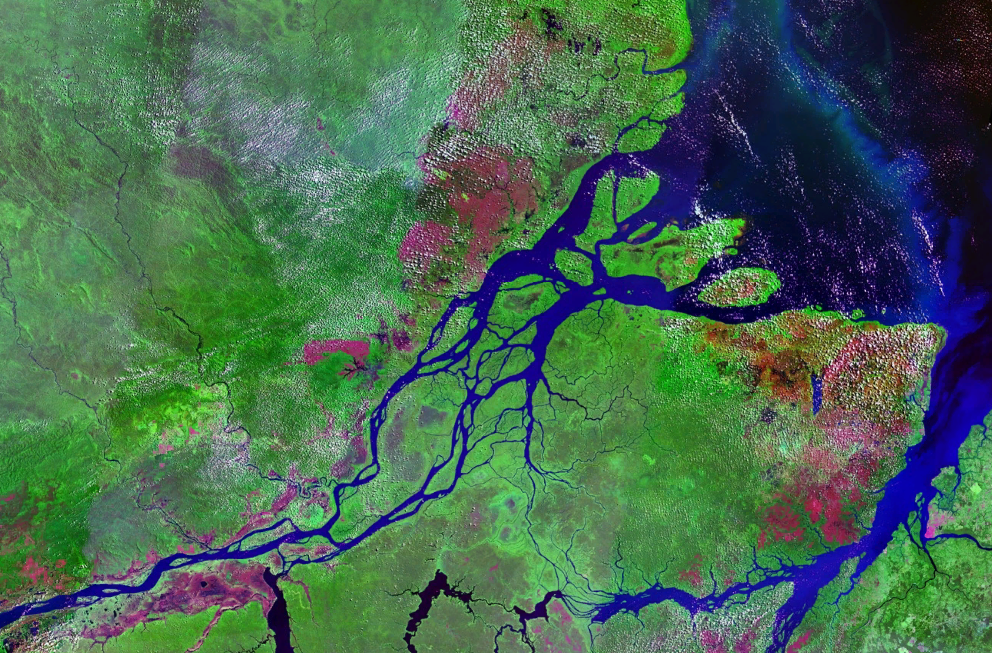
Brasile, Rio delle Amazzoni. Veduta generale.
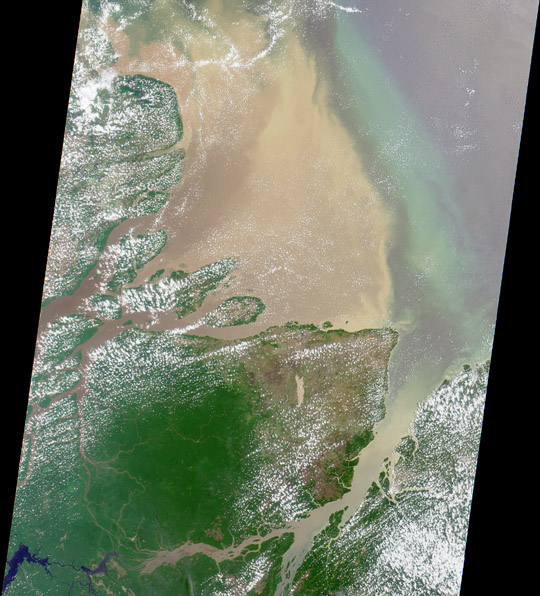
Rio delle Amazzoni, dettaglio.
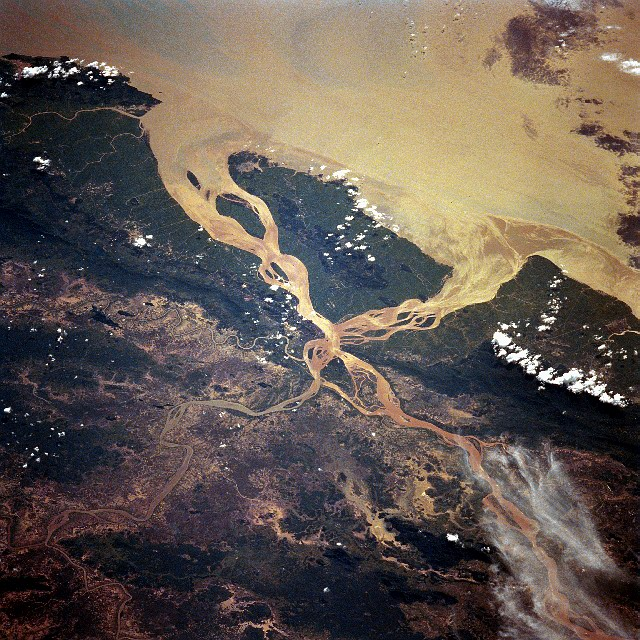
Birmania, delta fiume Salween.
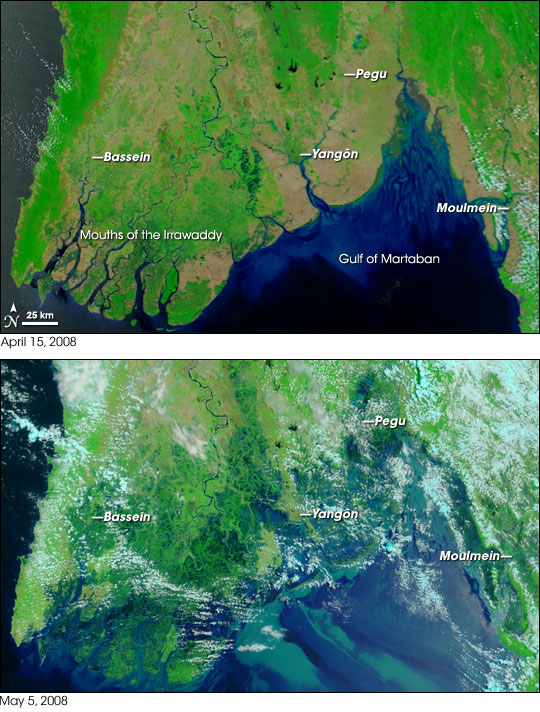
Delta dell'Irrawaddy prima e dopo un ciclone che ha eroso parte della piana deltizia.

Delta continentali

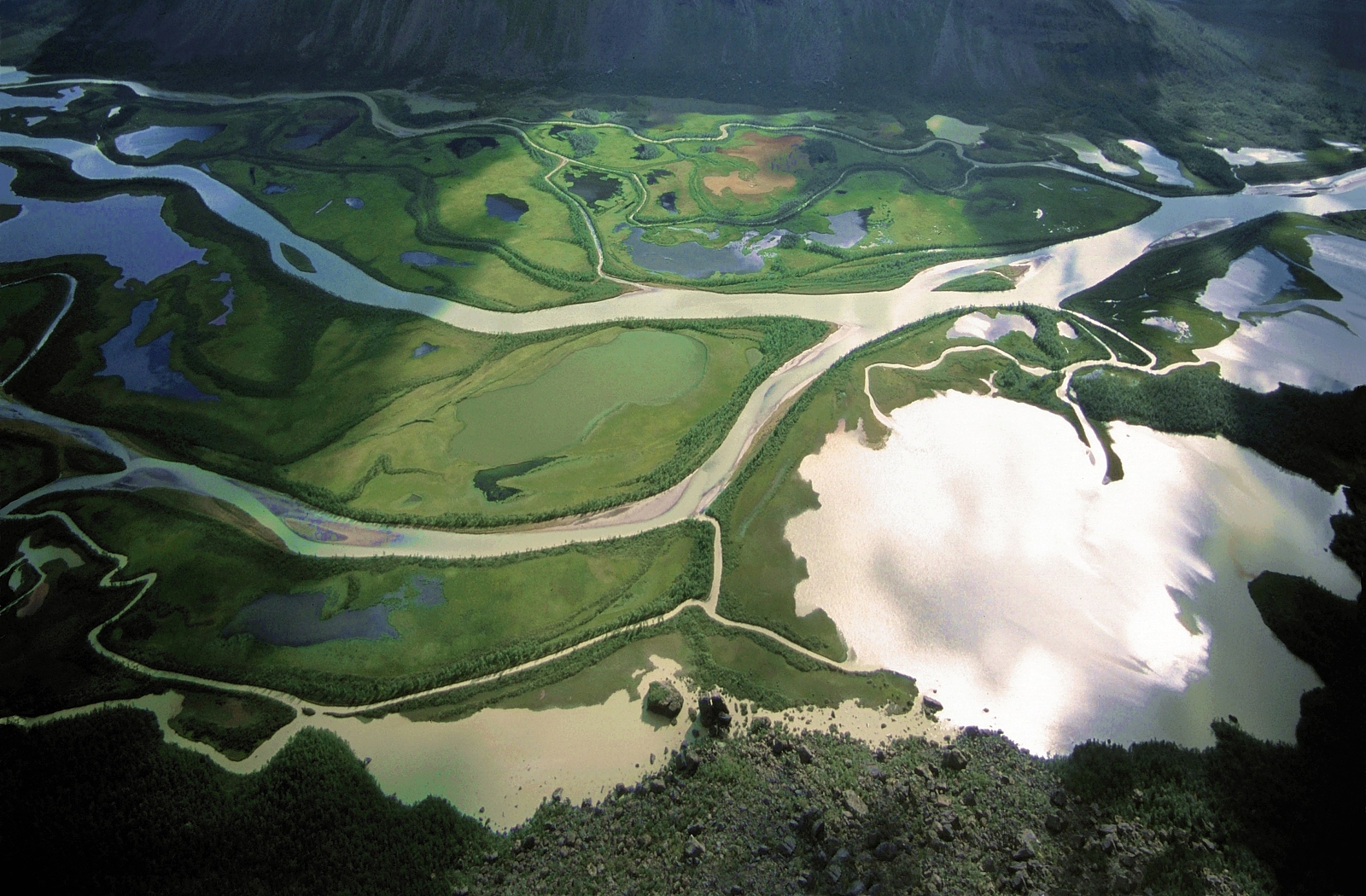
Lapponia, Parco Nazionale Sareks, delta del fiume Rapa entro un bacino di origine glaciale, visto da Skierffe.
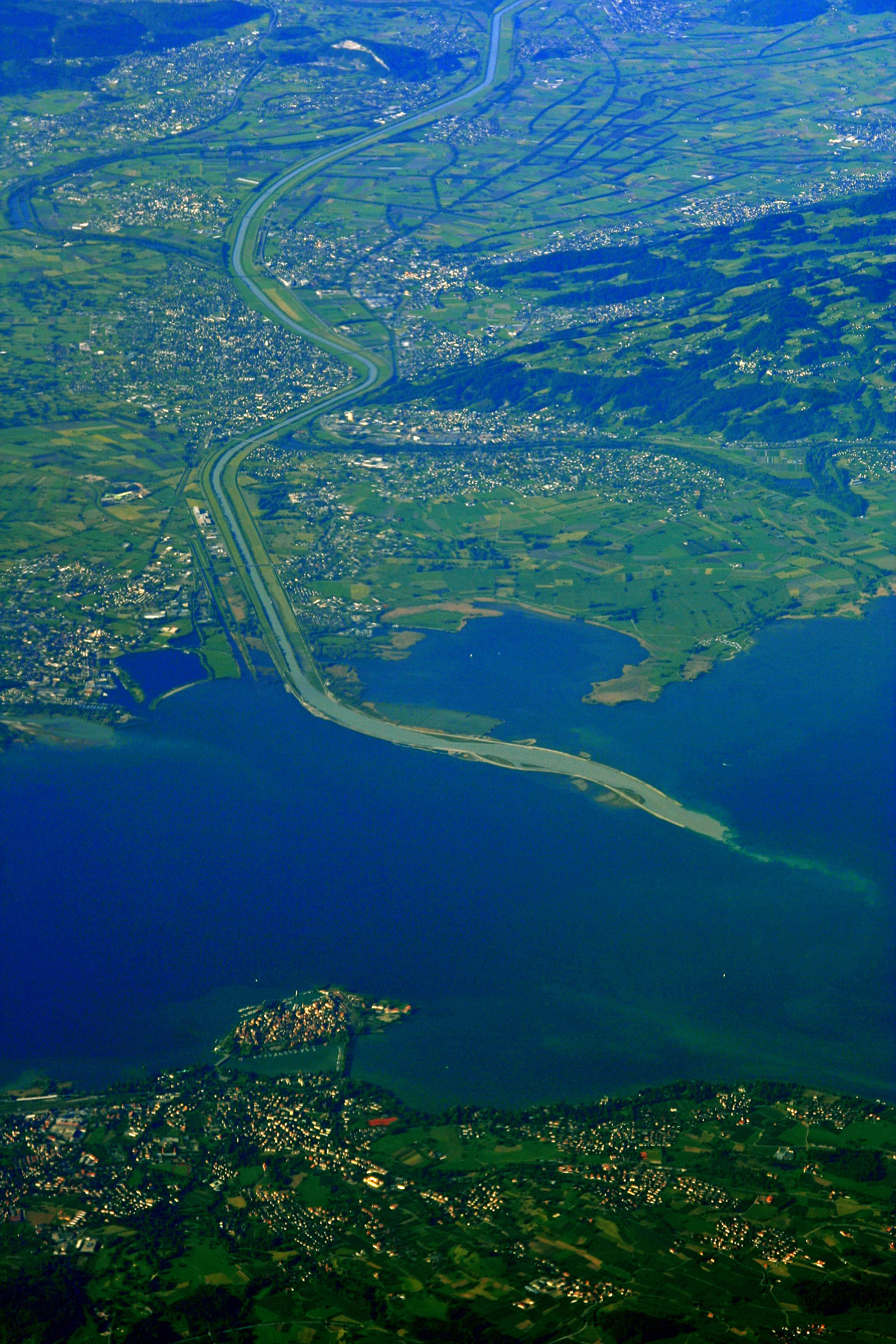
Lago di Costanza, delta lacustre del fiume Reno, è evidente l'azione antropica di rinforzo agli argini del canale principale, intervento possibile a causa della bassa energia ambientale dell'ambiente lacustre.
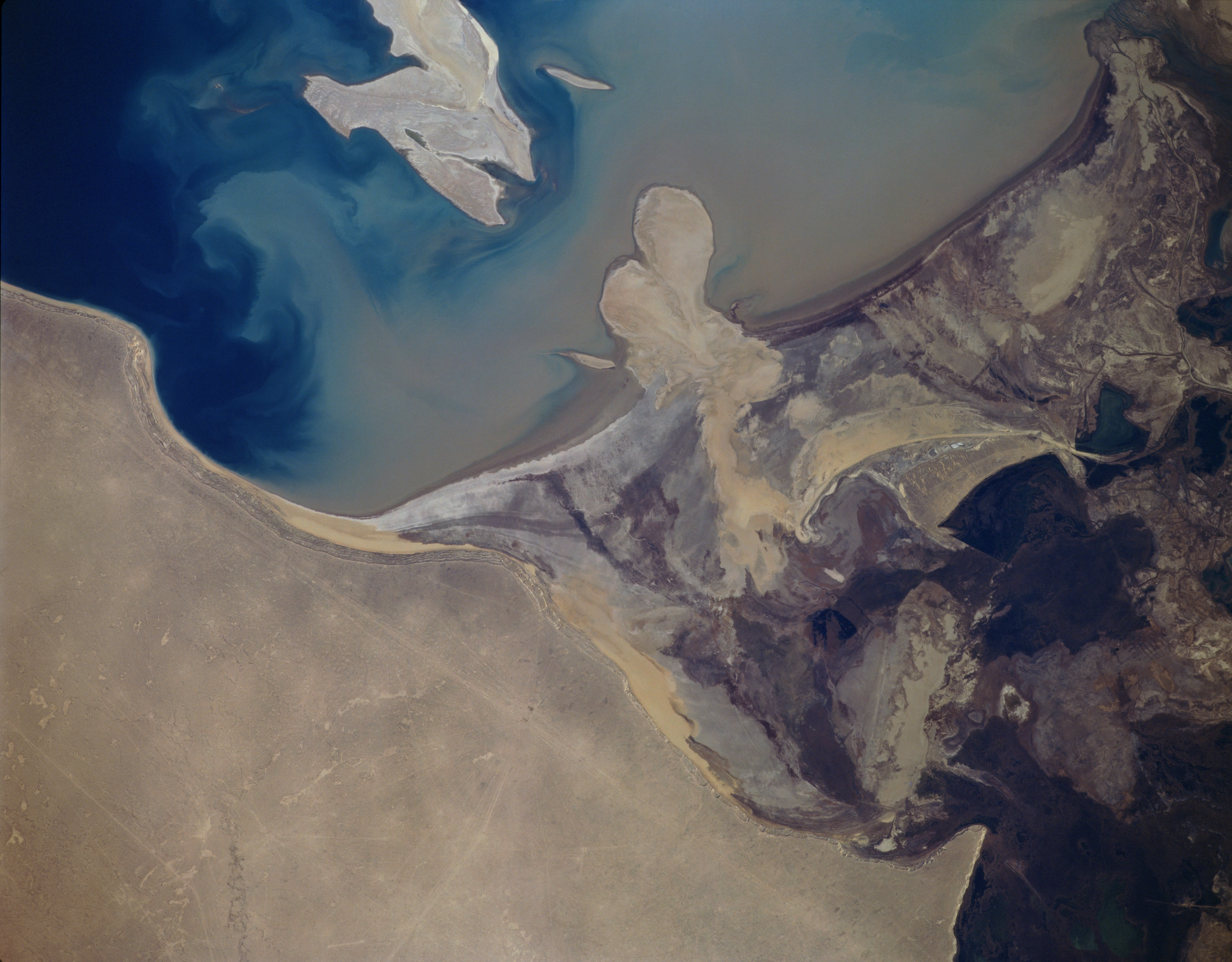
Uzbekistan, Delta del fiume Amu Daria che finisce nel bacino endoreico del Lago d'Aral. Il prosciugamento di questo bacino, avvenuto negli ultimi 45 anni ha condotto all'esposizione subaerea permanente dell'apparato deltizio. Si osserva (1994) un incipiente formazione di un nuovo delta in risposta al nuovo equilibrio idrologico.
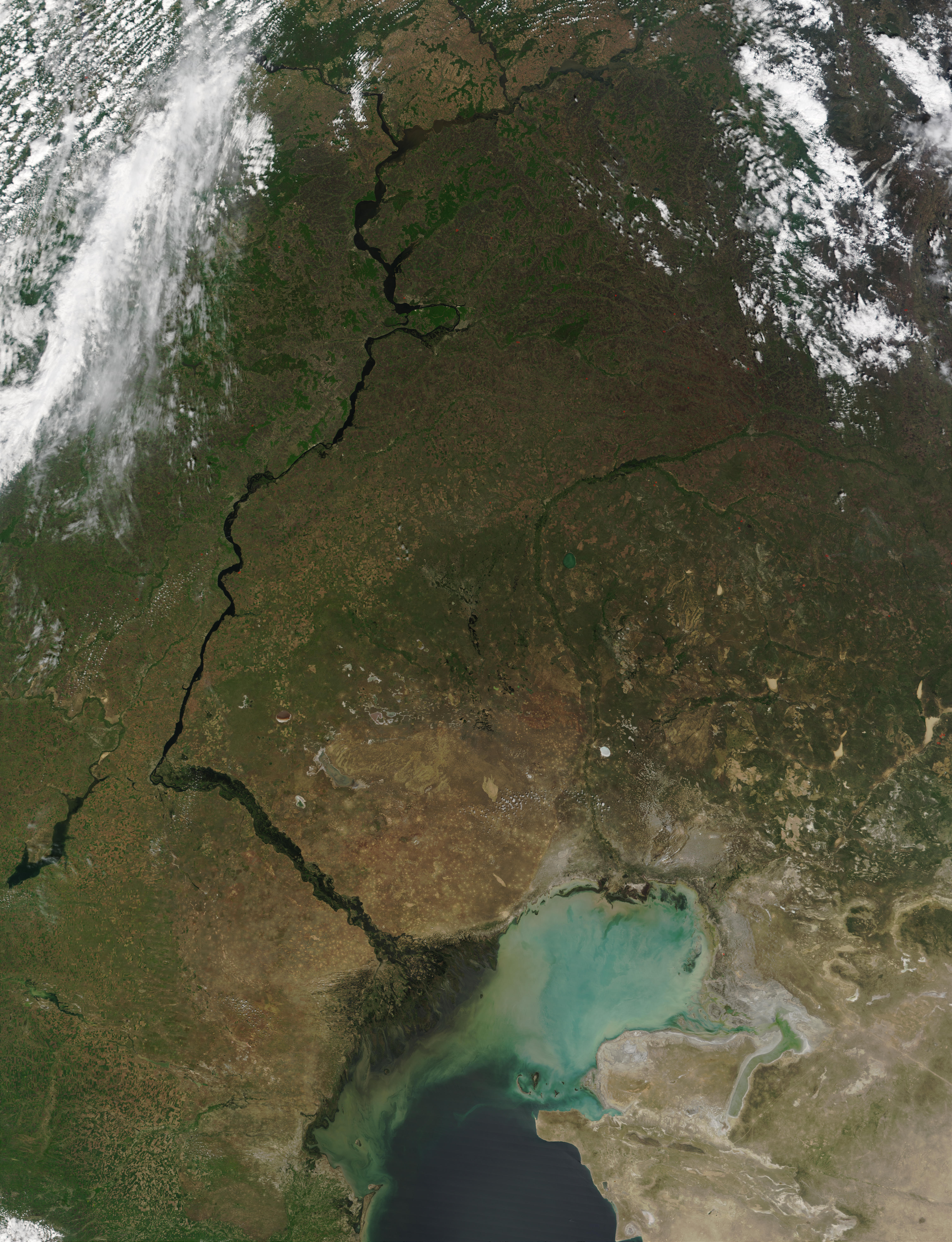
Russia, delta del fiume Volga che sfocia nel Mar Caspio, veduta di insieme.
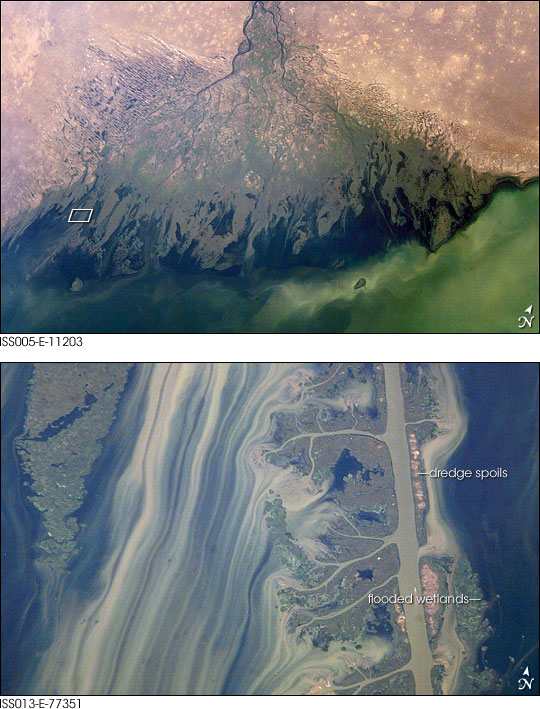
Russia, delta del fiume Volga, la scarsa energia del bacino ricevente ha permesso lo sviluppo ramificato dei canali, dettaglio.

Atlante cartografico
- Schema generale di delta:
1) Alveo alluvionale terminale del fiume;
2) Apparato deltizio subareo;
3) Aree paludose e piane tidali;
4-5) prodelta prossimale e distale.

Schema generale di delta: 1) Alveo alluvionale terminale del fiume; 2) Apparato deltizio subareo; 3) Aree paludose e piane tidali; 4-5) prodelta prossimale e distale.
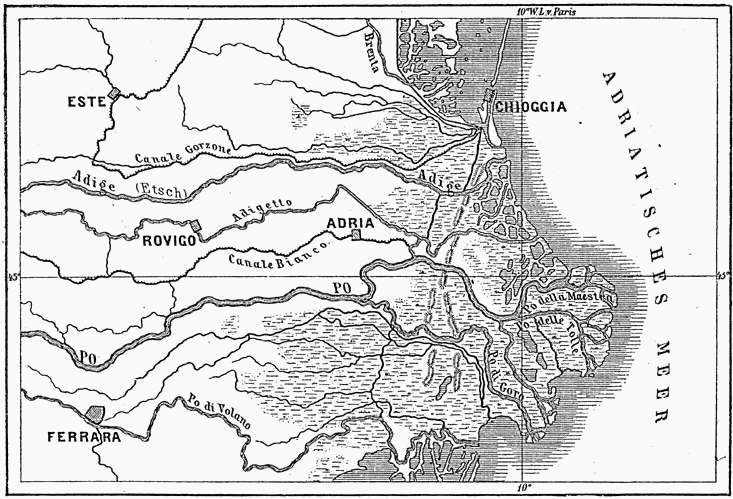
Delta del Fiume Po, in una vecchia carta topografica (1885-90).
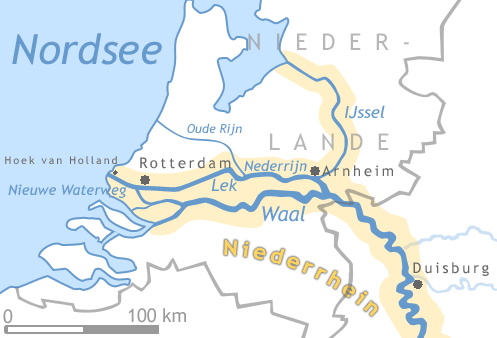
Fiume Reno.
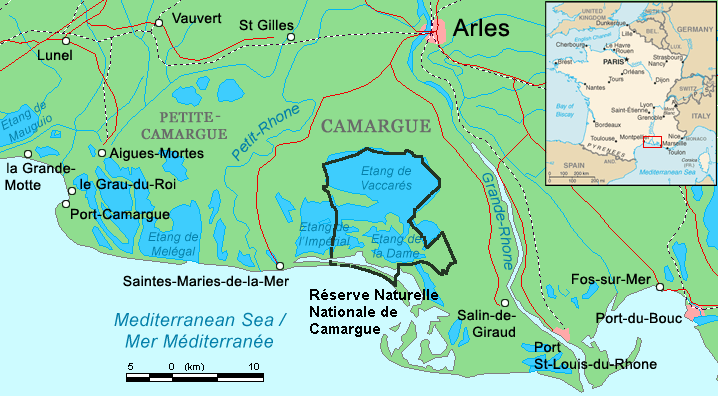
Camargue e delta del Rodano.
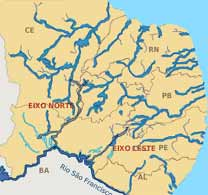
Mappa delta del São Francisco